# Spencer Tracy
Spencer Bonaventure Tracy (wym. [ˈspɛnsər ˈbɑnəˌvɛnʧər ˈtreɪsi]; ur. 5 kwietnia 1900 w Milwaukee, zm. 10 czerwca 1967 w Beverly Hills) – amerykański aktor filmowy i teatralny, zaliczany do grona najbardziej cenionych i wszechstronnych gwiazd w historii amerykańskiego kina. Jedna z legend i ikon okresu „Złotej Ery Hollywood”. W 1999 American Film Institute umieścił jego nazwisko na 9. miejscu w rankingu „największych aktorów wszech czasów” (The 50 Greatest American Screen Legends).
Tracy zaczynał karierę sceniczną od występów na Broadwayu na początku lat 20. XX wieku, gdzie przez siedem lat grał w różnych spektaklach. Po udanym debiucie na dużym ekranie w komedii W górze rzeki (1930) u boku Humphreya Bogarta, podpisał kontrakt z wytwórnią Fox Film Corporation. W 1935 związał się umową ze studiem Metro-Goldwyn-Mayer. Przełomem w jego karierze była pierwszoplanowa rola w dramacie kryminalnym Jestem niewinny (1936). Za kreacje rybaka Manuela Fidello w filmie przygodowym Bohaterowie morza (1937) i ojca Flanagana w dramacie biograficznym Miasto chłopców (1938), został, jako pierwszy aktor w historii, dwa razy z rzędu uhonorowany nagrodą Akademii Filmowej w kategorii dla najlepszego aktora pierwszoplanowego. W przekroju kariery łącznie nominowany był do Oscara dziewięciokrotnie. Na początku lat 40. Tracy nawiązał współpracę i bliską przyjaźń z Katharine Hepburn, z którą w ciągu 25 lat zagrał w dziewięciu produkcjach, tworząc jeden z bardziej znanych duetów ekranowych w historii filmu. Produkcje z ich udziałem – Kobieta roku (1942), Bez miłości (1945) czy Żebro Adama (1949), przeszły do historii jako klasyczny przykład „wojny płci”. Tracy uważany był za aktora wszechstronnego, sprawdzającego się zarówno w repertuarze komediowym, jak i dramatycznym.
Do innych ważnych filmów w dorobku Tracy’ego należą: Ojciec panny młodej (1950), Aktorka (1953), Czarny dzień w Black Rock (1955), Stary człowiek i morze (1958), Kto sieje wiatr (1960), Wyrok w Norymberdze (1961) i Zgadnij, kto przyjdzie na obiad (1967). Wystąpił w 75 filmach fabularnych.

## Życiorys

### Młodość i rodzina

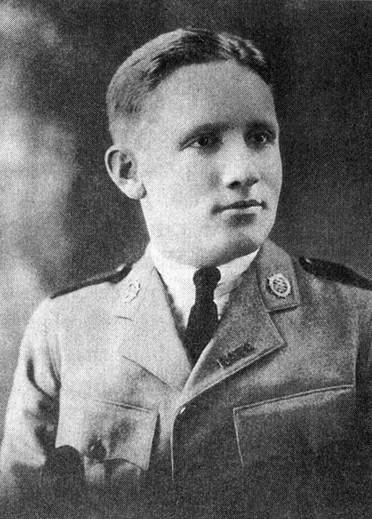
Spencer Tracy w Northwestern Military Academy (1919)

Spencer Bonaventure Tracy urodził się 5 kwietnia 1900 w Milwaukee w stanie Wisconsin, jako drugi syn Caroline Brown (1874–1942) i irlandzkiego emigranta Johna Edwarda Tracy’ego (1873–1928). Matka była prezbiterianką z zamożnej rodziny wywodzącej się ze środkowo-zachodnich Stanów Zjednoczonych, natomiast ojciec, związany z irlandzkim środowiskiem katolickim, piastował stanowisko generalnego sprzedawcy ciężarówek w Sterling Motor Truck Company. Miał starszego brata Carrolla Edwarda (1896–1969). Tracy był trudnym, nadpobudliwym dzieckiem, mającym problemy w nauce. Wychowywany był w wierze katolickiej. W wieku 9 lat rodzice posłali go pod opiekę sióstr dominikanek, mając nadzieję, że wpłynie to na zmianę zachowania ich syna. Jak wspominał: „Nigdy bym nie wrócił do szkoły, gdybym w inny sposób miał możliwość nauczenia się czytania napisów w niemych filmach”. Tracy oglądał dużo filmów, wielokrotnie te same tytuły, a potem odgrywał dane sceny wraz z przyjaciółmi i sąsiadami w piwnicy swojego domu. Interesował się również sportem – uprawiał baseball i boks.
W 1916 rodzina na krótko przeniosła się do Kansas City w stanie Missouri, lecz pół roku później powróciła do rodzinnego Milwaukee po tym, gdy projekt biznesowy Johna Edwarda Tracy’ego nie powiódł się. Przyszły aktor uczęszczał do kilkunastu szkół jezuickich, co jak sam podkreślał, pomogło mu pozbyć się wielu złych nawyków i poprawić oceny. Będąc w Marquette University High School, do którego trafił w 1917, poznał Pata O’Briena, z którym zaczął uczęszczać na spektakle, budząc zainteresowanie teatrem. W trakcie nauki na Marquette University High School Tracy uczestniczył w katolickich kursach z teologii, przez pewien czas rozważając wstąpienie na drogę kapłańską – ku zadowoleniu ojca.

### Edukacja i zainteresowanie aktorstwem

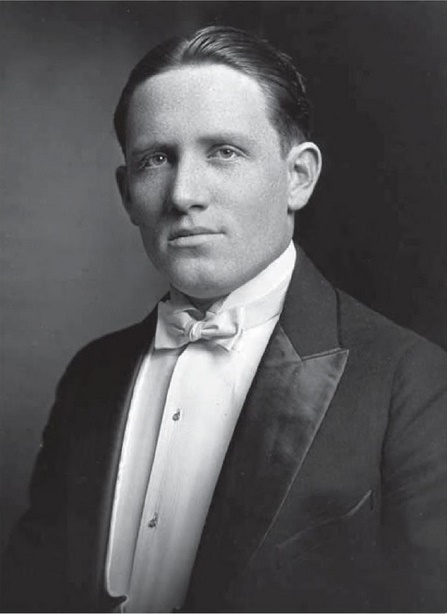
Spencer Tracy w okresie nauki w Ripon College (1922)

Początkowo nie przywiązywał dużej wagi do nauki. Po przystąpieniu Stanów Zjednoczonych do udziału w I wojnie światowej, Tracy, skończywszy 18 lat, zaciągnął się wraz z bratem do United States Navy. Wysłano go do centrum szkolenia w Naval Station Great Lakes w North Chicago w stanie Illinois, gdzie zdobył drugi stopień. Następnie terminował w stoczni wojskowej w Norfolk. Nigdy nie wyruszył w morze, i w lutym 1919 powrócił do domu. Zmobilizowany przez ambicje ojca, który pragnął, by jego dwaj synowie ukończyli uczelnie z dyplomami, kontynuował naukę na Marquette University High School. Jesienią 1919 przeniósł się do Northwestern Military and Naval Academy w miejscowości Linn w stanie Wisconsin, którą ukończył w czerwcu 1920. W 1921 został studentem uczelni w Ripon w stanie Wisconsin, deklarując swój zamiar ukończenia studiów medycznych. Mimo słabszych ocen, przyjęto go z uwagi na przebytą służbę wojskową.
Tracy aktywnie udzielał się w zajęciach kulturalnych college’u. Zachęcony przez profesora J. Clarka Grahama, kierownika jednoosobowej katedry teatrologii i jednocześnie opiekuna tamtejszego kółka teatralnego, w czerwcu 1921 zadebiutował na scenie, występując w trzecioplanowej roli w sztuce The Truth pióra Clyde’a Fitcha, która spotkała się z pozytywnym przyjęciem. Spowodowało to rozwinięcie pasji do występów u Tracy’ego. Był on również założycielem grupy „The Campus Players”, w której grał z przyjaciółmi. Będąc studentem, dał poznać się jako aktywny mówca; zapisał się na kurs retoryki oraz został członkiem kółka dyskusyjnego. W trakcie występów ze spektaklem The Truth, Tracy został zaproszony na przesłuchanie do szkoły aktorskiej American Academy of Dramatic Arts (AADA) w Nowym Jorku, gdzie zaproponowano mu kontynuowanie nauki i stypendium.
W kwietniu 1922 opuścił Ripon i rozpoczął edukację na American Academy of Dramatic Arts; Charles Jehlinger był jego najbardziej wpływowym nauczycielem. Wyróżniał się jakością głosu i kontrolą ciała; w szybkim tempie zapamiętywał teksty. W trakcie nauki brał udział w trzech sztukach dyplomowych. Odbywszy służbę wojskową otrzymywał zasiłek dla weteranów, dzięki czemu samodzielnie opłacał naukę. Został uznany za zdolnego do przejścia do wyższej klasy, dzięki czemu mógł przystąpić do teatru repertuarowego. Zadebiutował w październiku w Nowym Jorku, w sztuce The Wedding Guests, a następnie trzy miesiące później na Broadwayu w spektaklu R.U.R., autorstwa czeskiego dramaturga Karela Čapka. Ukończył American Academy of Dramatic Arts w marcu 1923.

### Lata 20.

#### Występy teatralne

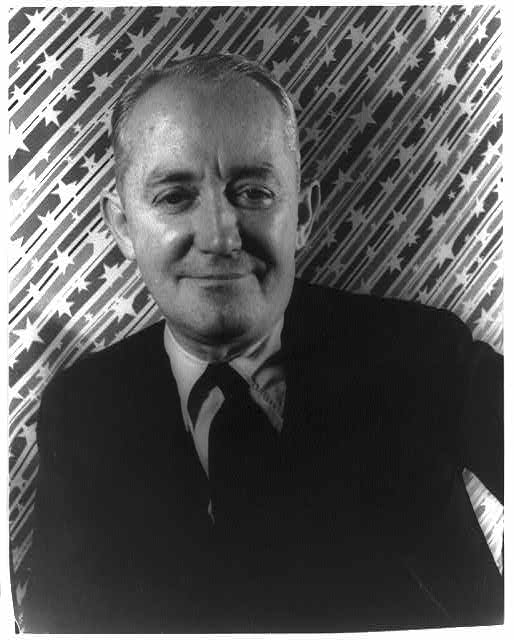
Pozytywna współpraca z George’em M. Cohanem miała bezpośredni wpływ na kontynuowanie kariery scenicznej przez Tracy’ego

Po zakończeniu edukacji, Tracy przystąpił do teatru repertuarowego w White Plains, gdzie dostawał oferty ról dalszego planu.
Tam poznał swoją przyszłą żonę, Louise Treadwell, z którą pobrał się 10 września. Ponieważ nie był zadowolony z otrzymywanych propozycji, przeniósł się do Cincinnati, gdzie jego sytuacja nie uległa poprawie. W listopadzie wystąpił na Broadwayu w komedii A Royal Fandango u boku Ethel Barrymore. Z uwagi na niekorzystne recenzje prasowe, spektakl został zdjęty z afisza po 25 występach, co po latach wspominał: „Moje ego zostało straszliwie poobijane”. Gdy przebywał w New Jersey, utrzymywał się z gaży w wysokości zaledwie 35 centów dziennie.

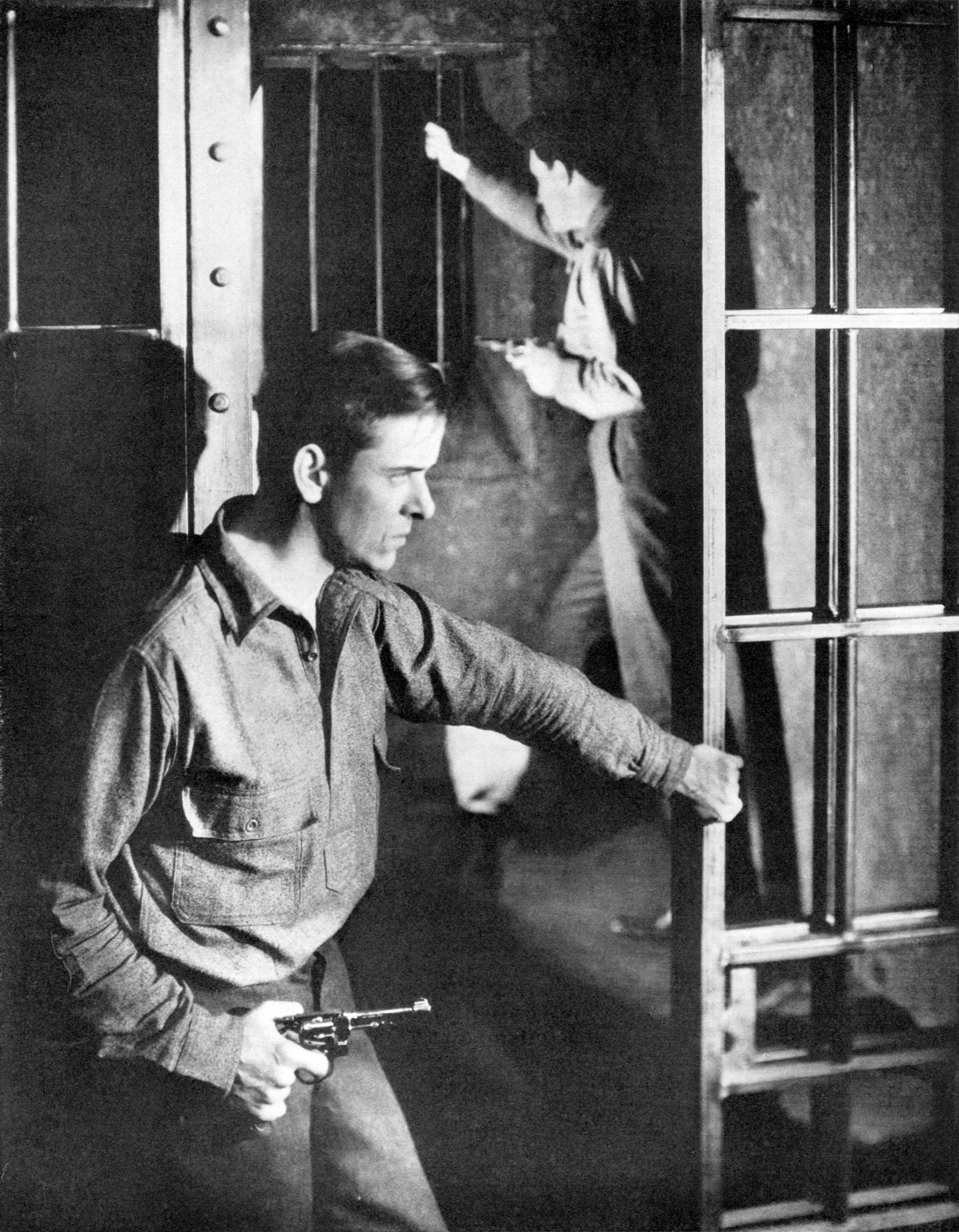
Howard Phillips i Spencer Tracy (w głębi) w sztuce The Last Mile (1930)

W styczniu 1924 Tracy zagrał pierwszą główną rolę w spektaklu, jednak wkrótce po tym, teatr w Winnipeg został zamknięty. Wiosną nawiązał współpracę z menedżerem Williamem H. Wrightem, występując w kierowanym przez niego teatrze w Grand Rapids. Na scenie partnerował młodej aktorce Selenie Royle, córce dramatopisarza Edwina Miltona Royle’a, która miała już na swoim koncie pochlebne opinie zebrane za występy na Broadwayu. Wspólne produkcje spotkały się z przychylnymi reakcjami. Jedno z przedsięwzięć wzbudziło zainteresowanie u producentów, dzięki czemu w październiku 1925 Tracy został obsadzony w głównej roli w sztuce The Sheepman wystawianej na Broadwayu. Spektakl spotkał się z krytycznymi opiniami, co spowodowało zdjęcie go z afisza już po tygodniu. Rozczarowany Tracy powrócił do współpracy z Wrightem.
Jesienią 1926 otrzymał trzecią rolę. Wystąpił na Broadwayu w sztuce Yellow w reżyserii George’a M. Cohana. Angaż otrzymał z rekomendacji Royle po tym, jak zwolniło się miejsce w spektaklu. Od powodzenia sztuki Tracy uzależniał dalszą kontynuację swojej kariery scenicznej. W przypadku kolejnego niepowodzenia, zamierzał zająć się „normalnym biznesem”. Podczas prób poprzedzających premierę, denerwował się, ponieważ Cohan był czołową postacią amerykańskiego teatru, a poza tym słynął z twardego charakteru i niechęci do wszelkich nowinek. Reżyser pochlebnie wyrażał się na temat początkującego aktora, tak oceniając go podczas jednej z prób: „Tracy, jesteś najlepszym cholernym aktorem jakiego kiedykolwiek widziałem!”. Premiera Yellow odbyła się 21 września. Pomimo mieszanych opinii prasowych, sztukę wystawiono 135 razy. Tracy przyznawał w późniejszym czasie, że współpraca z Cohanem miała decydujący wpływ na podjęcie przez niego decyzji o kontynuacji występów scenicznych. Przy okazji pracy nad kolejną sztuką – The Baby Cyclone – reżyser napisał rolę Gene’a Hurleya specjalnie z myślą o Tracy’m. Spektakl miał premierę na Broadwayu we wrześniu 1927 i spotkał się z przychylną opinią krytyków teatralnych, którzy pochlebnie wyrażali się także na temat roli aktora.
Tracy wystąpił w kolejnej sztuce Cohana – Whispering Friends, a w 1929 przejął główną rolę po Clarku Gable’u w broadwayowskim dramacie Conflict, którego premiera odbyła się w Fulton Theatre. Wkrótce po tym zaczęły pojawiać się kolejne oferty ról, wśród nich pierwszoplanowa w Dread autorstwa nagrodzonego Pulitzerem Owena Davisa. Z powodu czarnego czwartku na nowojorskiej giełdzie spektakl nie uzyskał dofinansowania, przez co odwołano premierę na Broadwayu. Po tym wydarzeniu Tracy rozważał rezygnację z występów i brał pod uwagę wyjazd do rodzinnego Milwaukee, by wieść bardziej stabilne życie.
W styczniu 1930 wystąpił w sztuce The Last Mile, której fabuła była osnuta wokół zamieszek w jednym z amerykańskich więzień. Tracy odegrał główną rolę skazanego na karę śmierci mordercy. Producent Herman Shumlin, który spotkał się z aktorem, tak go ocenił: „pod powierzchnią był człowiekiem pasji, gwałtowności, wrażliwości i desperacji; nie tylko zwykłym człowiekiem, ale też idealnym do tej roli”. Premiera odbyła się w lutym na Broadwayu, gdzie spektakl został nagrodzony owacją na stojąco. Według redaktorów katolickiego czasopisma „Commonweal” Tracy był „jednym z najlepszych i najbardziej wszechstronnych młodych aktorów”. Po entuzjastycznym przyjęciu, sztukę wystawiono 289 razy. Zdaniem biografów mimo iż premiera The Last Mile zbiegła się z początkiem globalnego kryzysu gospodarczego, a zapotrzebowanie na dramaty było znacznie mniejsze w stosunku do lżejszych komedii, sztuka z Tracy’m była sukcesem.

### Lata 30.

#### Debiut filmowy

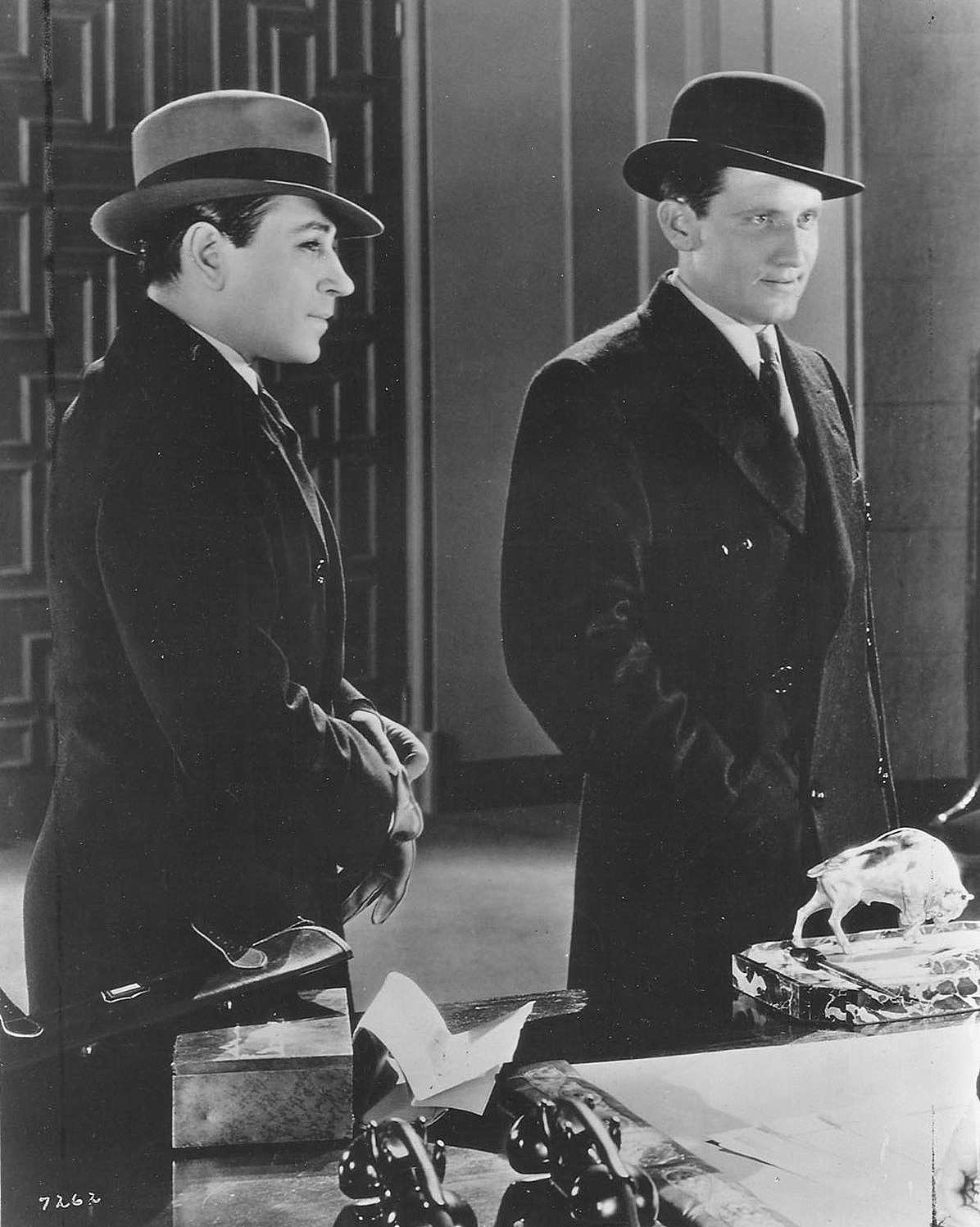
George Raft i Spencer Tracy w filmie Szybko zarobione miliony (1931)

W 1930 Broadway poszukiwał aktorów, którzy mogliby wystąpić w filmie dźwiękowym. Tracy został obsadzony w dwóch krótkometrażowych produkcjach systemu Vitaphone (Taxi Talks i The Hard Guy), choć z początku był sceptycznie nastawiony do zostania aktorem filmowym. „Nie miałem ambicji w tym kierunku i byłem bardzo szczęśliwy na scenie” – wspominał. Reżyser John Ford, który widział Tracy’ego w sztuce The Last Mile, chciał obsadzić go w głównej roli do swojego filmu. Wytwórnia Fox Film Corporation nie była przekonana do kandydatury aktora, jednak po namowach ze strony Forda zgodziła się. Tracy zadebiutował w komedii z ery Pre-Code W górze rzeki u boku Humphreya Bogarta, dla którego był to również debiut w filmie pełnometrażowym. Po premierze wytwórnia zaproponowała aktorowi kontrakt, wiedząc, że potrzebuje on pieniędzy dla rodziny (syn Tracy’ego cierpiał na głuchotę). Po podpisaniu umowy, na mocy której zarabiał 1200 dolarów tygodniowo, przeprowadził się wraz z żoną i synem do Kalifornii.

#### Fox Film Corporation (1930−1935)

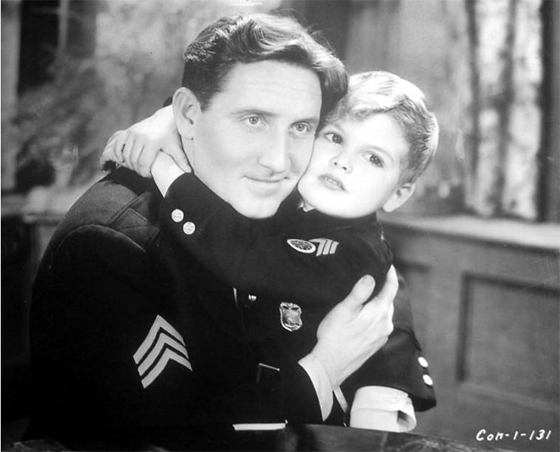
Spencer Tracy i Dickie Moore w filmie Disorderly Conduct (1932)

Winfield Sheehan, ówczesny szef Fox Film Corporation, zobowiązał się do zrobienia z Tracy’ego „kasowego towaru”. Studio promowało aktora, prezentując reklamy z nagłówkiem: „Nowa gwiazda świeci” (które pochodziły z jego drugiego filmu Szybko zarobione miliony w reżyserii Rowlanda Browna). Kolejne trzy filmy – Six Cylinder Love (reż. Elmer Clifton), Goldie (reż. Benjamin Stoloff) i She Wanted a Millionaire (reż. John G. Blystone), wszystkie z 1931, powstały w krótkim odstępie czasu, nie przekładając się na zyski w amerykańskim box offisie. Tracy odnajdywał się w repertuarze komediowym, wcielając się zwykle w role oszustów lub koniarzy. Zmiana wizerunku nadeszła wraz z siódmym filmem Disorderly Conduct (1932, reż. John W. Considine Jr.), który jako pierwszy od czasów W górze rzeki, przyniósł zyski, zarabiając niespełna czterysta trzydzieści tysięcy dolarów przy budżecie wynoszącym trzysta tysięcy.

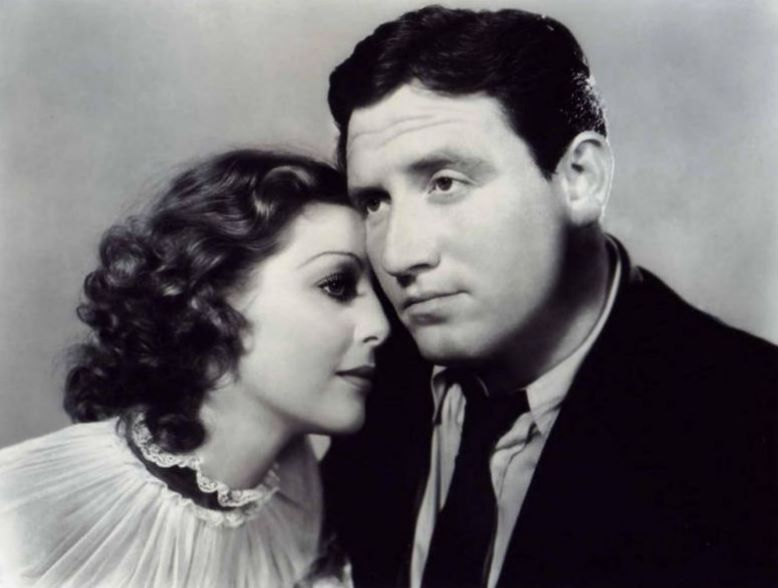
Loretta Young i Spencer Tracy w filmie Jak w siódmym niebie (1933)

W połowie roku Tracy, po wystąpieniu w dziewięciu filmach, wciąż pozostawał mało rozpoznawalny. Zniechęcony planował opuszczenie studia Fox, które ostatecznie postanowiło odnowić z nim umowę, przekonując go do pozostania dzięki zwiększeniu zarobków do 1500 dolarów. Produkcje w których występował w dalszym ciągu przechodziły bez większego echa. Komedia romantyczna Ja i moja dziewczyna w reżyserii Raoula Walsha osiągnęła rekordowo małą frekwencję podczas pokazu w nowojorskim Roxy Theatre. W tym samym roku zagrał w dramacie więziennym Sing Sing (reż. Michael Curtiz) u boku Bette Davis, który został zrealizowany dla studia Warner Bros. Tracy liczył, że będzie to produkcja przełomowa w jego dorobku. Pomimo pozytywnych recenzji, tak się nie stało. Uwagę krytyków zwróciła rola w dramacie Władza i chwała w reżyserii Williama K. Howarda, do której scenariusz napisał Preston Sturges. William R. Wilkerson przyznał na łamach „The Hollywood Reportera”: „Ten znakomity artysta wreszcie miał okazję zaprezentować zdolność, która [do tej pory] była blokowana przez role gangsterów… [film] przedstawił Tracy’ego jako jednego z najlepszych wykonawców ekranu”. Mordaunt Hall z „The New York Timesa” podkreślił, że na ekranie nie było bardziej przekonującego przedstawienia niż podszywanie się pod Toma Garnera przez Spencera Tracy’ego”.

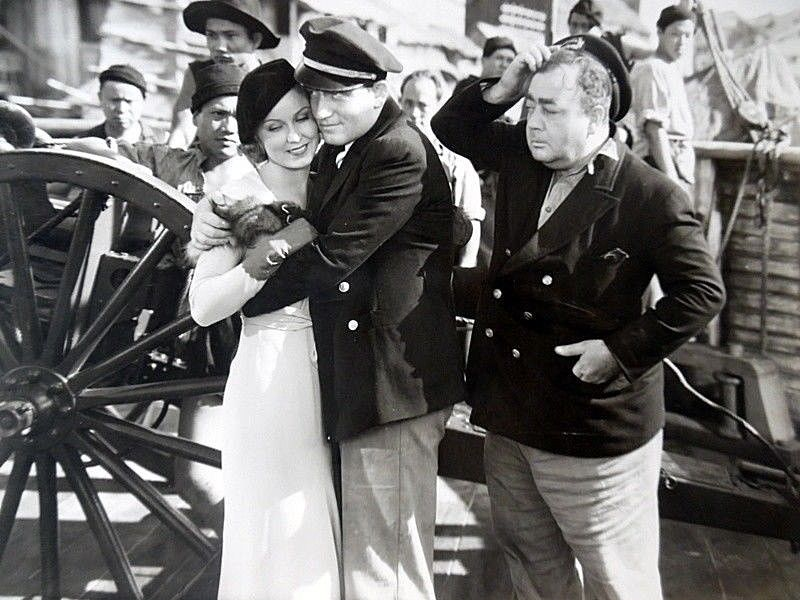
Fay Wray i Spencer Tracy w filmie Shanghai Madness (1933)

Kolejne produkcje z udziałem aktora, w tym dramat Shanghai Madness (reż. John G. Blystone), melodramat Jak w siódmym niebie (reż. Frank Borzage) i zrealizowana dla Metro-Goldwyn-Mayer komedia The Show-Off (reż. Charles Reisner), nie przełożyły się na sukces kasowy. W pierwszym z wymienionych filmów Tracy zaprezentował niewidziany dotąd seksapil, co miało służyć poprawie jego pozycji.
W trakcie pracy dla Fox Film Corporation Tracy zyskał opinię alkoholika. Nie zdążył zgłosić się do filmu Marie Galante (reż. Henry King), ponieważ został znaleziony nieprzytomny w pokoju hotelowym, po dwutygodniowej libacji. Aktor wylądował w szpitalu i został usunięty z wytwórni. Dodatkowo musiał zapłacić 125 tys. dolarów kary za opóźnienia w produkcji.
2 kwietnia 1935 Tracy rozwiązał umowę ze studiem Fox Film Corporation za porozumieniem stron i podpisał nowy, siedmioletni kontrakt z MGM, które już wcześniej wyrażało zainteresowanie aktorem. W późniejszych latach powód usunięcia Tracy’ego z szeregów Foxa nie był jasny; aktor utrzymywał, że został zwolniony za swoje pijaństwo, podczas gdy notatki wytwórni nie potwierdzały tej tezy. Wśród innych powodów wymieniano również niezadowolenie Tracy’ego z otrzymywanych ról oraz zwolnienie aktora przez studio, z uwagi na słabe wyniki finansowe filmów z jego udziałem. Łącznie Tracy wystąpił w 25 produkcjach obrazach dla wytwórni Fox, z których większość przyniosła straty w box offisie.

### Kariera w Hollywood

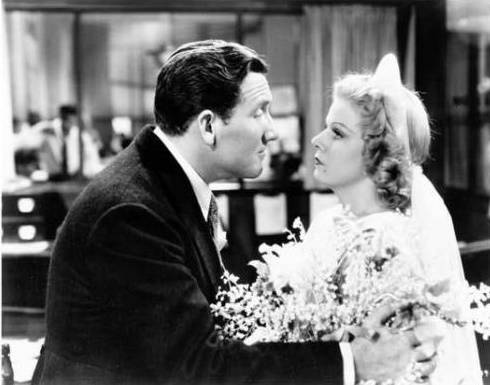
Spencer Tracy i Jean Harlow w scenie z filmu Motłoch (1936)

#### Metro-Goldwyn-Mayer (1935−1955)
W latach 30. MGM było najbardziej szanowanym studiem w Hollywood. Poprzez swoje kłopoty z alkoholem, reputacja Tracy’ego w chwili rozpoczęcia współpracy z wytwórnią nie była dobra. Według biografa Jamesa Curtisa aktor nie był gwarantem zysków w box offisie. Jak podkreślił „był jednak dobrze znany z tego, że był rozrabiaką”. Irving Thalberg, pełniący w MGM funkcję producenta, był entuzjastycznie nastawiony, mówiąc w rozmowie z Louellą Parsons, że „Spencer Tracy stanie się jedną z najcenniejszych gwiazd MGM”. Curtis zaznaczył, że studio kierowało aktorem w ostrożny sposób, chcąc wprowadzić istotne zmiany po nieudanej współpracy z Fox Film Corporation. Przyznał również, że było to jak „zastrzyk adrenaliny” dla Tracy’ego.
Pierwszym filmem był kryminał Morderca (reż. Tim Whelan), w którym zadebiutował James Stewart. W następnych produkcjach Tracy występował u boku znanych aktorek, między innymi Myrny Loy we Whipsaw (reż. Sam Wood), który okazał się sukcesem kasowym i zdaniem Franka Nugenta z „The New York Timesa” jedynie przekonująca gra aktorska Loy, Tracy’ego, Johna Qualena i praca reżyserska Wooda pozwoliła by był on czymś więcej niż tylko kolejnym filmem. W kryminale Motłoch (reż. J. Walter Ruben) partnerował Jean Harlow. W tym czasie Tracy zyskał reputację gwiazdy drugoplanowej.

#### Jestem niewinny

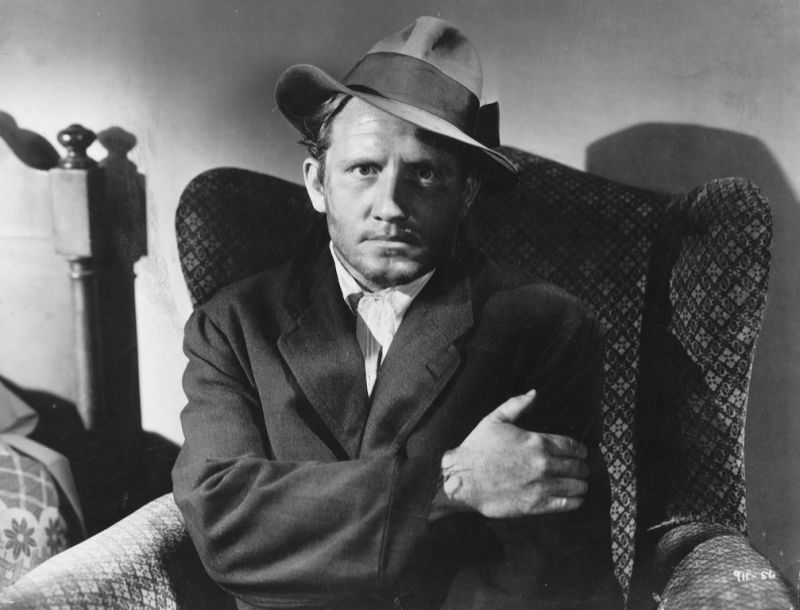
Spencer Tracy w kadrze z filmu Jestem niewinny (1936)

W 1936 aktor zagrał główną rolę w dramacie kryminalnym Jestem niewinny (reż. Fritz Lang), który podejmował problematykę linczu. Tracy wcielił się w postać Joe Wilsona, niesłusznie oskarżonego o porwanie dziecka i osadzonego w więzieniu. Po podpaleniu zakładu przez mieszkańców, pragnących dokonać samosądu, ucieka i postanawia się zemścić. Film otrzymał pozytywne recenzje oraz spotkał się z dużym zainteresowaniem, dzięki czemu osiągnął przychód przekraczający milion dolarów w światowym box offisie. James Curtis zaznaczył, że „publiczność, która zaledwie rok wcześniej nie miała wyraźnego kontaktu z nim, nagle zaczęła go dostrzegać. Była to przemiana, którą można rozpatrywać nie inaczej jak w kategoriach cudu… [i pokazała] chęć ze strony publiczności przyjęcia człowieka wiodącego, który nie był przystojny ani większy od życia”. Biograf Donald Deschner zaznaczał, że rola Wilsona przyniosła przełom w jego karierze.
W tym samym roku wystąpił u boku Clarka Gable’a w dramacie muzyczno-katastroficznym San Francisco (reż. W.S. Van Dyke), opowiadającym o trzęsieniu ziemi w Kalifornii w 1906. Przyjął drugorzędną rolę, by widownia mogła go zobaczyć z największą ówcześnie gwiazdą Hollywood (Gable). Kreację księdza Tima Mullina traktował z dużą powagą, czując się odpowiedzialnym za reprezentowanie przedstawiciela kościoła. Pomimo jedynie siedemnastu minut obecności na ekranie, Tracy uzyskał pierwszą nominację do nagrody Akademii Filmowej w kategorii dla najlepszego aktora pierwszoplanowego. Deschner zwrócił uwagę na fakt, że role w filmach Jestem niewinny i San Francisco zmieniły karierę Tracy’ego i pozwoliły mu na nadanie statusu głównej gwiazdy.
Po pozytywnym odbiorze filmów ze swoim udziałem, Tracy zerwał z nałogiem alkoholowym, co korzystnie wpłynęło na jego dalsze relacje ze studiem MGM, które podkreślało profesjonalizm aktora. Kolejnym projektem, w którym wziął udział była screwball comedy Romantyczna pułapka (reż. Jack Conway), gdzie zagrał u boku Jean Harlow, Myrny Loy i Williama Powella. Według Curtisa obsadzenie Tracy’ego wraz z Harlow, Loy i Powellem, mających ówcześnie jedną z najsilniejszych pozycji w branży, znacząco przyczyniło się do poprawy jego sytuacji. Film w reżyserii Conwaya uplasował się w trójce najchętniej oglądanych produkcji ostatnich sześciu miesięcy. Udział w Jestem niewinny, San Francisco i Romantycznej pułapce przyczynił się do entuzjastycznych recenzji prasowych, w których chwalono wszechstronność aktora oraz porównywano go do Paula Muniego.

#### Bohaterowie morza
W 1937 Tracy wystąpił w czterech produkcjach, z czego kryminał Po wielkiej wojnie (reż. W.S. Van Dyke) przeszedł niezauważony. Mający premierę w czerwcu dramat familijno-przygodowy Bohaterowie morza w reżyserii Victora Fleminga, powstały na podstawie powieści Kapitanowie zuchy Rudyarda Kiplinga, stał się jednym z ważniejszych wydarzeń filmowych roku. Tracy wcielił się w postać portugalskiego rybaka Manuela Fidello, choć nie był zadowolony z udawania zagranicznego akcentu i faktu, że na czas realizacji musiał mieć kręcone włosy. Rola ta przyniosła mu pierwszą nagrodę Akademii Filmowej dla najlepszego aktora pierwszoplanowego. Z uwagi na operację przepukliny statuetkę w imieniu aktora odebrała jego żona.
Kolejnymi projektami były dramat Życie ulicy (reż. Frank Borzage) z Luise Rainer i Modelka u boku Joan Crawford (reż. Frank Borzage), z których druga produkcja była sukcesem w box offisie. Po tych wydarzeniach pozycja Tracy’ego pozwoliła zakwalifikować go do grona czołówki gwiazd filmowych. W 1937 opublikowano ankietę „Król i Królowa Hollywood”, którą przeprowadzono z udziałem ponad dwudziestu milionów respondentów. Tracy został sklasyfikowany na 6. pozycji wśród mężczyzn. W 1938 ponownie wystąpił u boku Gable’a i Loy w melodramacie Brawura (reż. Victor Fleming). Film zebrał pochlebne recenzje i był sukcesem kasowym.

#### Miasto chłopców

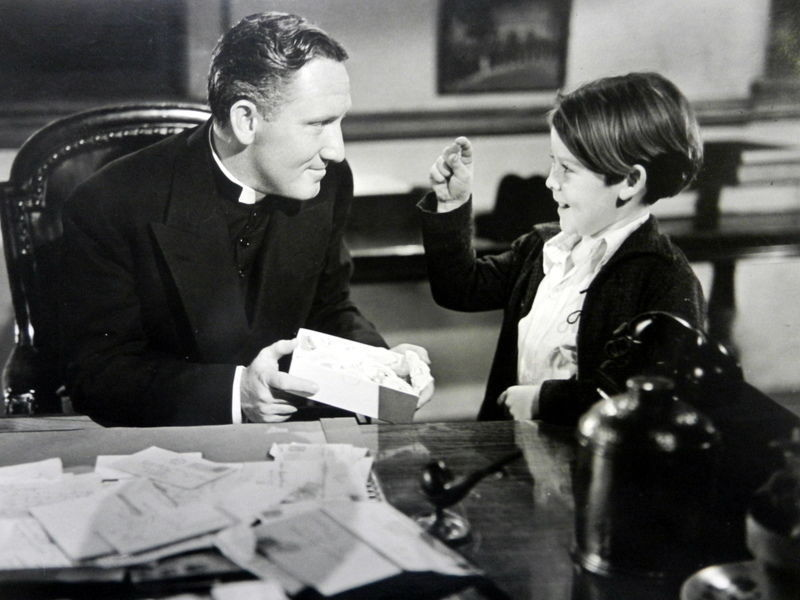
Spencer Tracy i Bobs Watson w filmie Miasto chłopców (1938)

W 1938 MGM obsadziło go w roli księdza Edwarda J. Flanagana, założyciela organizacji non-profit Boys Town, w dramacie biograficznym Miasto chłopców (reż. Norman Taurog). Aktor wyrażał podekscytowanie z otrzymanej roli: „Tak bardzo pragnę wykonać dobrą pracę, jak ojciec Flanagan, że martwi mnie to, iż mam problemy by zasnąć w nocy”. Po premierze Tracy otrzymał pozytywne oceny od krytyków, a film uzyskał przychód rzędu czterech milionów dolarów. Rola księdza Flanagana przyniosła mu drugą z rzędu statuetkę Akademii Filmowej dla najlepszego aktora pierwszoplanowego. W walce o nią, Tracy rywalizował z takimi aktorami, jak Charles Boyer, James Cagney, Leslie Howard oraz Robert Donat. Odbierając nagrodę przyznał: „ja naprawdę szczerze nie czuję się odpowiednią osobą, aby móc przyjąć tę nagrodę. Mógłbym to zaakceptować tylko wtedy, jeśli byłaby przeznaczona dla wspaniałego i wielkiego ojca Flanagana”. W ramach podziękowań, wysłał statuetkę księdzu Flanaganowi. Pod koniec roku został sklasyfikowany na 5. miejscu wśród najlepiej zarabiających aktorów.
W 1939 zagrał główną rolę walijskiego dziennikarza, korespondenta i badacza Afryki Henry’ego Mortona Stanleya w dramacie przygodowym Stanley i Livingstone u boku Nancy Kelly. Film w reżyserii Kinga został wyprodukowany dla wytwórni 20th Century Fox. Według Curtisa roczna przerwa nie wpłynęła w żaden sposób na ugruntowaną pozycję aktora wśród publiczności. W październiku Tracy wygrał w ankiecie przeprowadzonej przez dwutygodnik „Fortune” na „najlepszego aktora filmowego w kraju”.

### Lata 40.

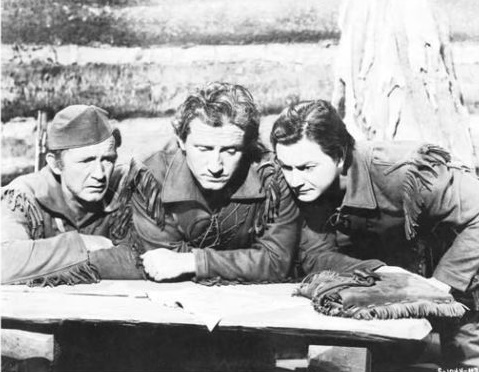
Walter Brennan, Spencer Tracy i Robert Young w scenie z filmu Północno-zachodnie przejście (1940)

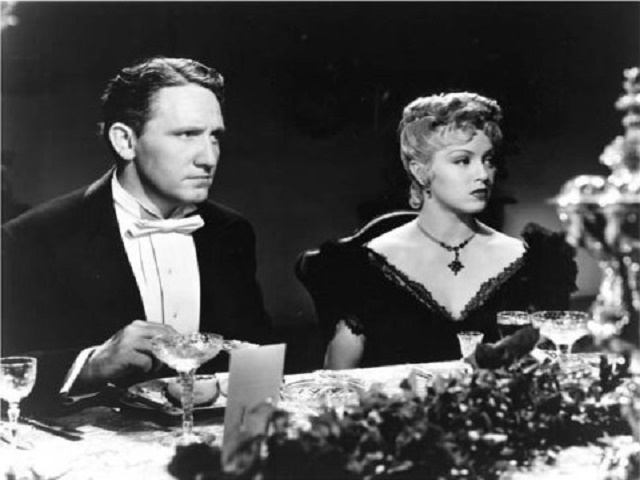
Spencer Tracy i Lana Turner w filmie Doktor Jekyll i pan Hyde (1941)

Korzystając z rozpoznawalności Tracy’ego, studio MGM zatrudniło go w 1940 do czterech filmów. Dramat I Take This Woman (reż. W.S. Van Dyke), gdzie wystąpił u boku Hedy Lamarr, okazał się komercyjnym niepowodzeniem. Zmiana nastąpiła wraz z wejściem do kin dramatu historycznego Północno-zachodnie przejście (reż. King Vidor), który był pierwszym filmem Tracy’ego zrealizowanym w technicolorze. 10 maja premierę miał biograficzny Edison (reż. Clarence Brown), gdzie wcielił się w tytułową postać Thomasa Alvy Edisona. Howard Barnes z „New York Herald Tribune” wyraził mieszaną opinię co do filmu, lecz pochlebnie odniósł się do tytułowej kreacji, zaznaczając, że przekonująca gra aktorska Tracy’ego sprawiła, że film był wart obejrzenia. Najbardziej wyczekiwaną produkcją roku była przygodowa Gorączka nafty (reż. Jack Conway), w której po raz trzeci i ostatni zagrali wspólnie Gable i Tracy. Na ekranie partnerowały im Claudette Colbert i Hedy Lamarr. Film zaliczył największe otwarcie od czasów Przeminęło z wiatrem (reż. Victor Fleming) z 1939.
W kwietniu 1941 Tracy podpisał nowy kontrakt z MGM, opiewający na zarobki rzędu 5 tys. dolarów tygodniowo. Ponadto umowa ograniczała (na prośbę aktora) liczbę występów do trzech filmów rocznie, i gwarantowała umieszczenie jego nazwiska jako głównego w czołówce.
W Men of Boys Town (reż. Norman Taurog) powtórzył rolę księdza Flanagana, lecz film okazał się porażką względem pierwszej części. Wkrótce potem wystąpił w horrorze Doktor Jekyll i pan Hyde (reż. Victor Fleming) u boku Ingrid Bergman i Lany Turner. Tracy nie był zadowolony z tego filmu, głównie przez konieczność noszenia ciężkiego makijażu do roli Hyde’a. Obraz zebrał mieszane recenzje, jednak cieszył się uznaniem wśród widzów, zarabiając dwa miliony dolarów. W 1942 aktor miał zagrać w filmie familijnym Roczniak (reż. Clarence Brown), lecz produkcję wstrzymano.

#### Kobieta roku
Po raz pierwszy Tracy wystąpił razem z Katharine Hepburn w komedii romantycznej Kobieta roku (1942, reż. George Stevens). Odtwórczyni głównej roli kobiecej ceniła sobie współpracę, nazywając go „najlepszym aktorem filmowym” oraz wyrażając zadowolenie z możliwości wspólnej gry: „Byłam cholernie wdzięczna, że zechciał ze mną pracować”. Przy okazji realizacji Filadelfijskiej opowieści (reż. George Cukor) w 1940, gdzie wystąpiła u boku Cary’ego Granta, zabiegała o angaż dla aktora. Film Kobieta roku zebrał przychylne recenzje, ciesząc się uznaniem wśród publiczności w kinach. William Boehnel z „New York World-Telegram” pisał, że sama obecność Hepburn i Tracy’ego wystarczy, aby „film był niezapomniany”. Mający premierę w tym samym roku dramat Tortilla Flat (reż. Victor Fleming), będący adaptacją powieści Johna Steinbecka, spotkał się z chłodnym przyjęciem krytyków. Tracy był w owym czasie największą męską gwiazdą MGM – miało to związek z absencją wielu aktorów, powołanych do służby wojskowej na czas trwania II wojny światowej.

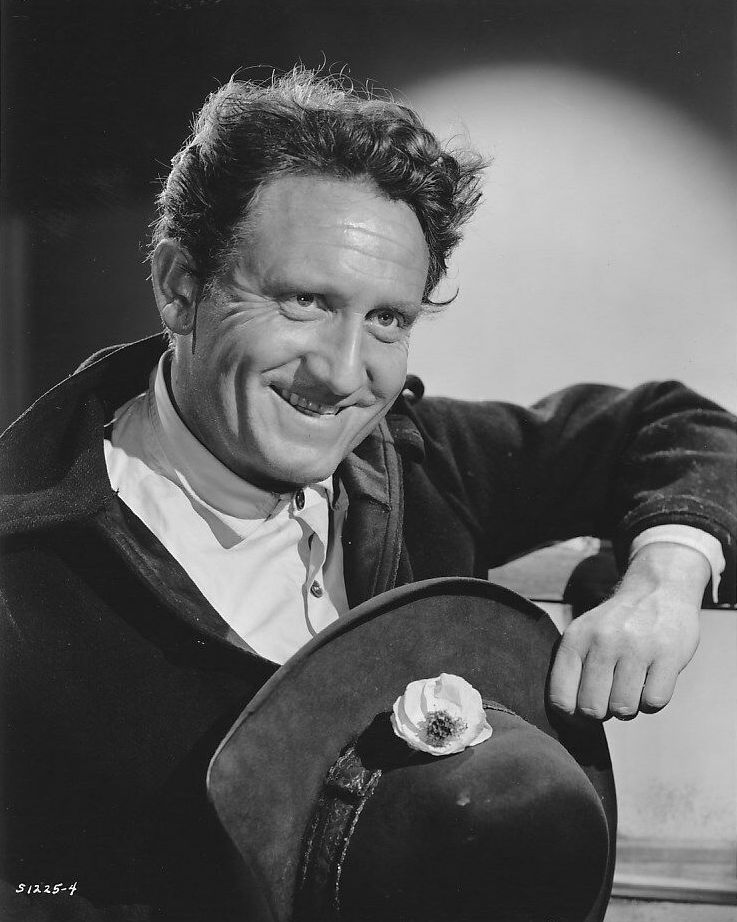
Spencer Tracy na fotosie z filmu Tortilla Flat (1942)

Po otrzymaniu pozytywnych ocen przez Kobietę roku, wytwórnia MGM zatrudniła Hepburn i Tracy’ego do głównych ról w filmie dramatycznym Keeper of the Flame (reż. George Cukor). Pomimo słabszego przyjęcia zyskał on uznanie w amerykańskim box offisie, potwierdzając tym samym siłę partnerstwa ekranowego aktorów. Kolejne trzy obrazy Tracy’ego to wojenne produkcje – A Guy Named Joe (reż. Victor Fleming), Siódmy krzyż (reż. Fred Zinnemann) i 30 sekund nad Tokio (reż. Mervyn LeRoy). Pierwszy z filmów stał się najbardziej „kasowym” w jego dotychczasowej karierze. Siódmy krzyż, którego fabuła koncentrowała się na ucieczce z nazistowskiego obozu koncentracyjnego, otrzymał negatywne opinie.
W 1944 Tracy był najbardziej dochodowym aktorem w Stanach Zjednoczonych. Jego kandydatura rozpatrywana była między innymi obok Alana Ladda, Gregory’ego Pecka i Jamesa Cagneya do głównej roli agenta ubezpieczeniowego Waltera Neffa (Fred MacMurray) w kryminale noir Podwójne ubezpieczenie (1944, reż. Billy Wilder). Rok później po raz trzeci wystąpił z Hepburn, grając główną rolę w komedii romantycznej Bez miłości (reż. Harold S. Bucquet), która pomimo mieszanych ocen krytyków, osiągnęła sukces w box offisie.
W 1947 powrócił do filmu po roku spędzonym na deskach teatru. Jak przyznawał: „wracam na Broadway by sprawdzić, czy potrafię jeszcze grać”. W międzyczasie przeszedł przez gorszy okres w swoim życiu, wskutek czego trafił do szpitala. Pierwszym obrazem był western Morze traw (reż. Elia Kazan), osadzony w realiach Dzikiego Zachodu, gdzie ponownie wystąpił z Hepburn, która uważała, że jedynie regularna gra pozwoli przywrócić mu skupienie. Podobnie jak w przypadku Keeper of the Flame i Bez miłości, film osiągnął sukces kasowy zarówno w kraju, jak i za granicą, mimo mieszanych recenzji prasowych. Jego ostatnim filmem z 1947 był dramat romantyczny Cass Timberlane (reż. George Sidney), który uzyskał entuzjastyczne przyjęcie w kinach przez publiczność. Curtis zwrócił uwagę, że partnerka z planu Lana Turner przyćmiła swoją grą Tracy’ego.

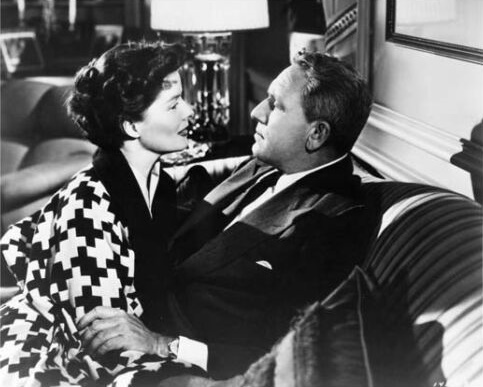
Hepburn i Tracy w scenie z filmu Żebro Adama (1949)

W 1948 aktor zrealizował piąty film wspólnie z Hepburn, występując w dramacie politycznym Stan Unii (reż. Frank Capra), gdzie wcielił się w rolę Granta Matthewsa, kandydata na urząd prezydenta. Obraz spotkał się z przychylnym przyjęciem. Rok później zagrał wraz z Deborah Kerr w filmie Edward, mój syn (reż. George Cukor). Aktor nie lubił roli Arnolda Boulta, przyznając w rozmowie z reżyserem: „dość niepokojącym dla mnie jest dojście do wniosku jak łatwo przychodzi mi granie łajdaka”. Po premierze „The New Yorker” napisał o „beznadziejnej interpretacji pana Tracy’ego”. Film okazał się największą porażką finansową aktora dla MGM.

#### Żebro Adama
Kolejnymi projektami były przygodowy Malaya (reż. Richard Thorpe) z Jamesem Stewartem oraz komedia romantyczna Żebro Adama (reż. George Cukor), gdzie Tracy i Hepburn wcielili się w rolę małżeństwa prawników, które walczy ze sobą w sądzie. Autorzy scenariusza Garson Kanin i Ruth Gordon, którzy byli przyjaciółmi aktorów, napisali dialogi specjalnie z myślą o nich. Film otrzymał pochlebne recenzje, stając się największym przebojem duetu Tracy–Hepburn. Bosley Crowther z „The New York Timesa” napisał: „pan Tracy oraz panna Hepburn to gwiazdy w tym spektaklu i wspaniale się ogląda ich doskonałą kompatybilność w komicznych sytuacjach”.

### Lata 50.

#### Ojciec panny młodej
W 1950 Tracy wystąpił u boku Elizabeth Taylor i Joan Bennett w komedii Ojciec panny młodej (reż. Vincente Minnelli), wcielając się w rolę Stanleya Banksa, ojca, który przygotowuje się do ślubu swojej córki. „Variety” napisał: „jest to druga mocna komedia z rzędu Spencera Tracy’ego w roli tytułowej i rzuca nią na kolana”. Film spotkał się z ciepłym przyjęciem zarówno ze strony krytyków, jak i widowni, stając się najbardziej dochodową produkcją w dotychczasowej karierze aktora i przynosząc zyski rzędu trzech milionów dolarów. Za rolę Stanleya Banksa Tracy został po raz pierwszy od dwunastu lat wyróżniony nominacją do nagrody Akademii Filmowej dla najlepszego aktora pierwszoplanowego. Po pozytywnym przyjęciu filmu studio MGM postanowiło zrealizować sequel Kłopotliwy wnuczek (reż. Vincente Minnelli). Tracy, z początku będąc niepewnym, ostatecznie zgodził się na udział w produkcji. Druga część trafiła do kin dziesięć miesięcy po premierze pierwszej i przyniosła zyski w wysokości czterech milionów dolarów. Pozytywny odbiór dwóch wymienionych filmów spowodował, że Tracy’ego ponownie zaczęto nazywać największą gwiazdą w kraju.
W 1951 wcielił się w rolę prawnika w kryminale noir The People Against O’Hara (reż. John Sturges). W następnym roku ponownie nawiązał współpracę z Katharine Hepburn, występując w komedii sportowej Pat i Mike w reżyserii George’a Cukora, ze scenariuszem Kanina i Gordon. Film stał się jednym z bardziej cenionych i znanych w dorobku duetu Tracy–Hepburn. Następnie wystąpił wraz z Gene Tierney w dramacie historycznym Podróż ku Nowemu Światu (reż. Clarence Brown), który odnotował małą frekwencję i przyniósł straty w wysokości niespełna dwóch milionów dolarów.
W 1953 Tracy powrócił do roli zaniepokojonego ojca w dramacie Aktorka (reż. George Cukor) u boku Jean Simmons. Producent obrazu Lawrence Weingarten przyznał: „ten film otrzymał więcej oklasków ze strony krytyki niż jakikolwiek inny, który zrobiłem w poprzednich latach, a my nie zarabialiśmy wystarczająco dużo pieniędzy, by móc opłacić wszystkich uczestników seansu”. Za kreację Clintona Jonesa Tracy został nagrodzony Złotym Globem w kategorii dla najlepszego aktora w filmie dramatycznym oraz uzyskał pierwszą nominację do nagrody BAFTA dla najlepszego aktora zagranicznego.
W następnym roku wystąpił w westernie Złamana lanca (reż. Edward Dmytryk) studia 20th Century Fox, który został dobrze przyjęty przez środowisko krytyków. W 1955 miał zagrać postać Daniela C. Hilliarda w kryminale noir Godziny rozpaczy u boku Humphreya Bogarta, jednak odmówił reżyserowi Williamowi Wylerowi nie zgadzając się na rolę mniej ważną, niż kreacja Bogarta.

#### Czarny dzień w Black Rock

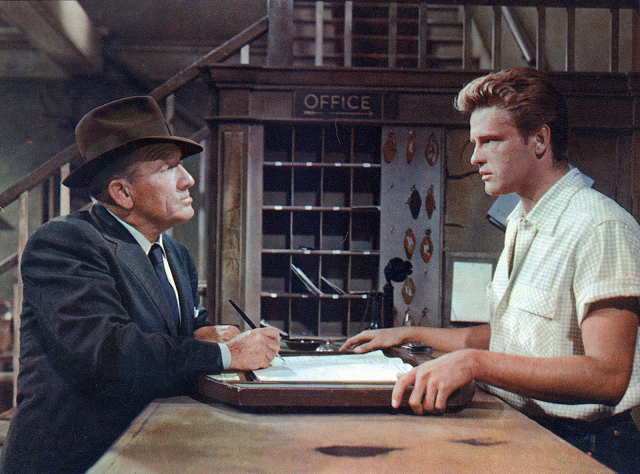
Tracy i John Ericson w filmie Czarny dzień w Black Rock (1955), który był jednym z bardziej udanych projektów w dorobku aktora

W 1955 Tracy wystąpił w dreszczowcu Czarny dzień w Black Rock (reż. John Sturges), zawierającym elementy westernu i kina noir. Aktor wcielił się w rolę jednorękiego weterana wojennego, który przybywa do miasteczka Black Rock, by wręczyć medal synowi japońskiego farmera. Niespodziewanie spotyka się z dużą wrogością ze strony miejscowych. Kreacja Johna J. Macreedy’ego przyniosła mu piątą nominację do nagrody Akademii Filmowej dla najlepszego aktora pierwszoplanowego oraz nagrodę dla najlepszego aktora na 8. MFF w Cannes. Tracy osobiście nie był zadowolony z filmu, wielokrotnie grożąc, że opuści go w trakcie realizacji.

#### Aktor niezależny (1956–1967)

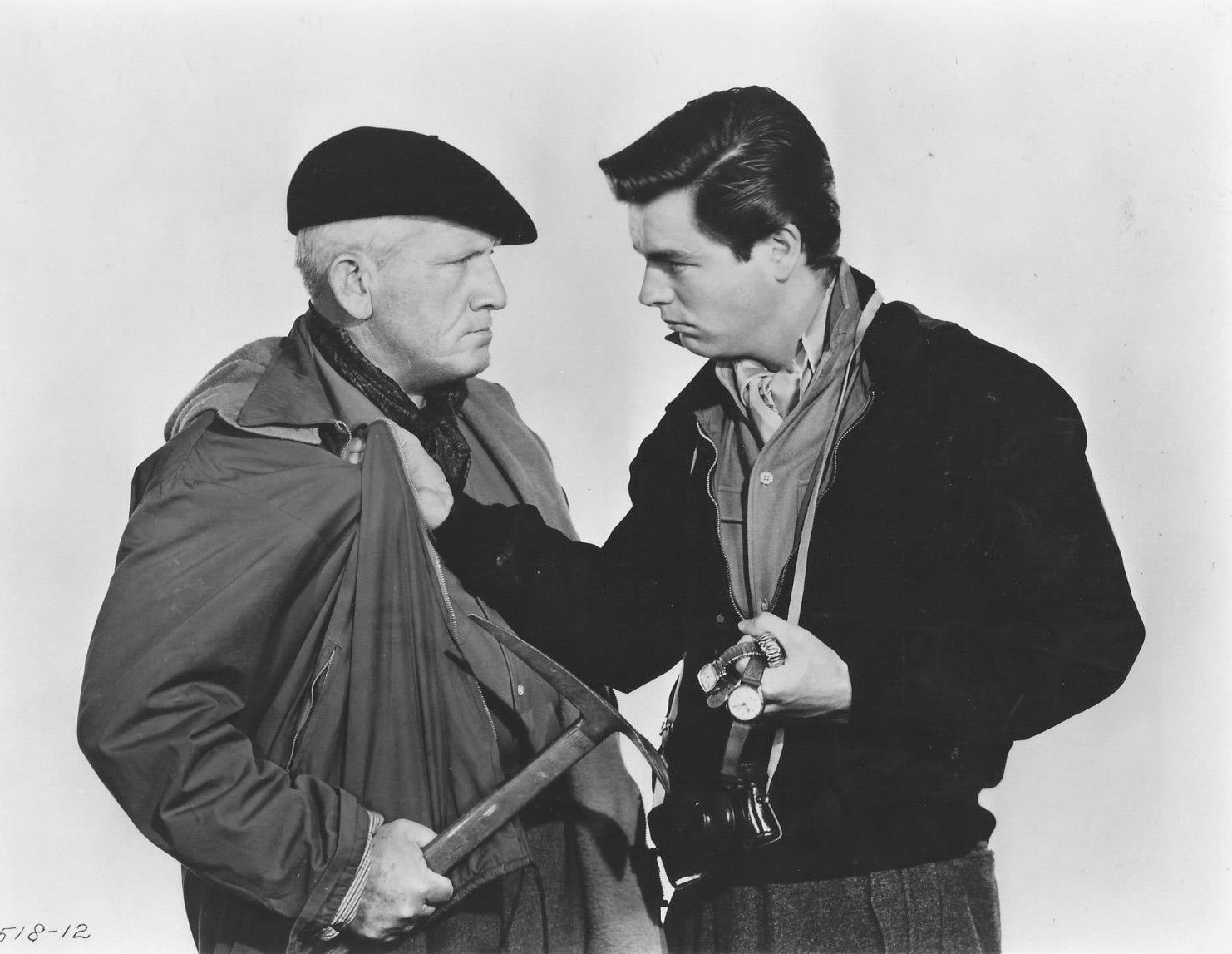
Spencer Tracy i Robert Wagner w filmie Śniegi w żałobie (1956)

W tym samym roku rozpoczął prace na planie westernu Opowieść o złym człowieku (reż. Robert Wise), lecz wycofał się z projektu po tym, gdy w trakcie zdjęć w Kolorado doznał choroby wysokościowej. Wskutek samowolnego opuszczenia planu jego stosunki z MGM uległy pogorszeniu, co w konsekwencji doprowadziło do rozwiązania kontraktu w czerwcu. Tracy był jednym z ostatnich znanych aktorów okresu systemu studyjnego, który w połowie lat 50. pozostawał związany umową z wytwórnią.
Pierwszym filmem, w którym wystąpił jako aktor niezależny był dramat przygodowy Śniegi w żałobie (1956) w reżyserii Edwarda Dmytryka, gdzie partnerował mu Robert Wagner. Zdjęcia realizowano w Alpach, co okazało się trudnym doświadczeniem, przez co Tracy ponownie groził opuszczeniem projektu. Otrzymawszy gażę 200 tys. dolarów wcielił się w rolę starego przewodnika górskiego, który usiłuje uratować ocalałych z katastrofy lotniczej we francuskich Alpach. Krytycy negatywnie oceniali film, podkreślając, że zarówno Tracy, jak i Wagner wypadli niewiarygodnie w roli braci (obydwu aktorów dzieliła różnica wieku 25 lat). Mimo to uzyskał drugą nominację do nagrody BAFTA w kategorii dla najlepszego aktora zagranicznego.
18 stycznia 1957 wziął udział w pogrzebie Humphreya Bogarta, z którym łączyła go silna przyjaźń. Został poproszony przez wdowę po zmarłym, Lauren Bacall, o odczytanie mowy pożegnalnej, jednak Tracy będąc załamanym śmiercią bliskiego mu przyjaciela nie czuł się na siłach, wobec czego w zastępstwie uczynił to John Huston. W tym samym roku po raz ósmy zagrał z Hepburn, tym razem w komedii romantycznej Biuro na tranzystorach (reż. Walter Lang). W trakcie prac wielokrotnie był przekonywany do pozostania na planie. Film spotkał się ze słabym zainteresowaniem. Philip T. Hartung z „Commonweal” zwracał uwagę na „umiejętność wywoływania śmiechu i robienia zabawnych dowcipów” przez duet Tracy–Hepburn.

#### Stary człowiek i morze

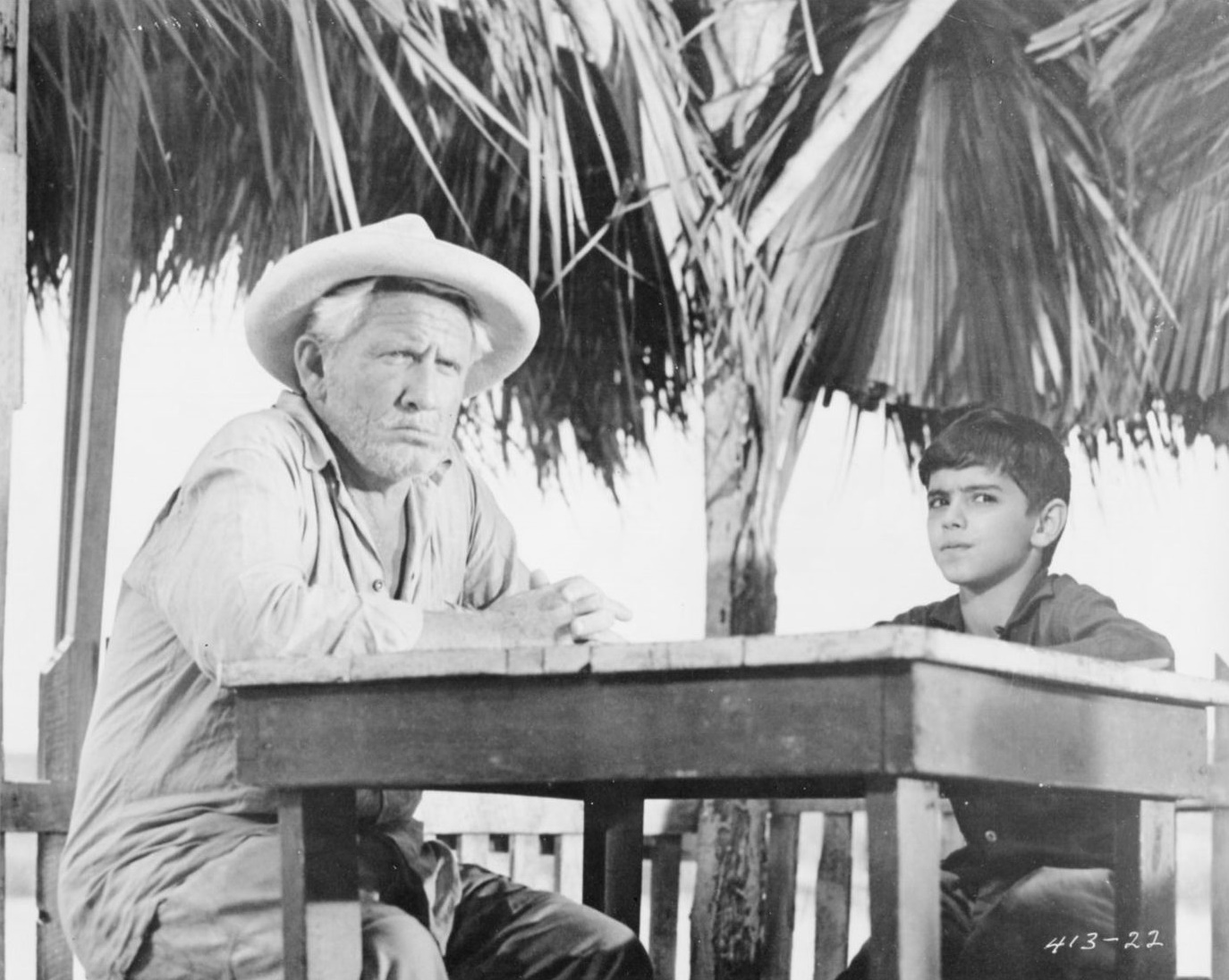
Spencer Tracy w scenie z filmu Stary człowiek i morze (1958)

W 1958 zagrał w dramacie Stary człowiek i morze (reż. John Sturges), do którego realizacji przymierzał się od pięciu lat. Agent Ernesta Hemingwaya, Leland Hayward napisał do autora: „Spośród wszystkich ludzi Hollywood najbliższym mi jakością, osobowością, głosem i godnością osobistą jest Spencer Tracy”. Aktor wyraził zadowolenie z otrzymanej roli. Przed rozpoczęciem zdjęć namawiano go by schudł, jednak Tracy’emu się to nie udało. Hemingway przyznał, że jest on „strasznym ciężarem dla obrazu”. Pisarz musiał być przekonywany, że ujęcia będą robione w taki sposób, aby ukryć nadwagę aktora. Tracy podkreślał, że Stary człowiek i morze był najtrudniejszym filmem w jego karierze. Jack Moffitt z „The Hollywood Reportera” zwrócił uwagę na „intymność i ujawnienie uniwersalnego ludzkiego doświadczenia”, które według autora „wykraczało poza aktorstwo i stało się rzeczywistością”. Za kreację starzejącego się rybaka Santiago ponownie został nominowany do nagrody Akademii Filmowej i brytyjskiej BAFTA.
Po rezygnacji z udziału w dwóch filmach, w tym z remake’u Błękitnego anioła z Marilyn Monroe (ostatecznie główne role trafiły do May Britt i Curda Jürgensa), Tracy wystąpił w The Last Hurrah, gdzie po 28 latach nawiązał ponowną współpracę z Johnem Fordem. Aby lepiej przygotować się do roli burmistrza wziął rok przerwy. Film został pozytywnie oceniony, jednak nie przełożyło się to na sukces komercyjny. Pod koniec 1958 rada National Board of Review uznała Tracy’ego za najlepszego aktora roku, a Brytyjska Akademia Sztuk Filmowych i Telewizyjnych wyróżniła go trzecią nominacją do nagrody BAFTA. W tym czasie zaczął rozważać przejście na emeryturę, podkreślając, że jest „chronicznie zmęczony, nieszczęśliwy, chory i niezainteresowany pracą”.

### Lata 60.

#### Kto sieje wiatr

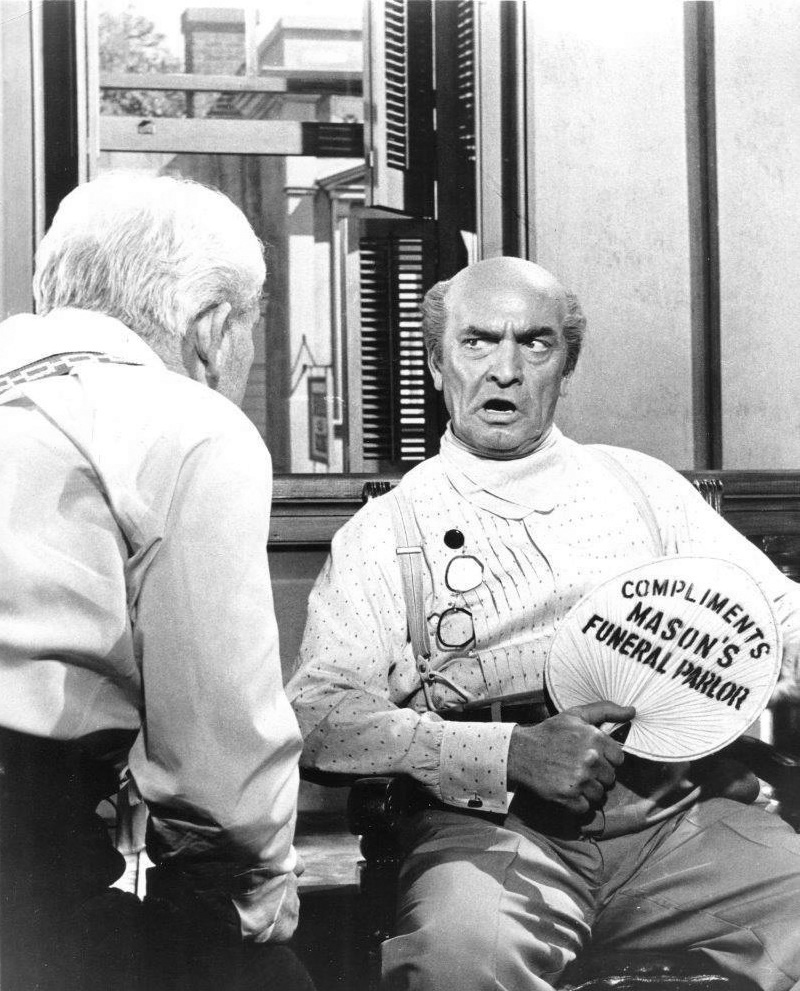
Spencer Tracy i Fredric March na planie filmu Kto sieje wiatr (1960)

W 1960 wystąpił w dramacie historycznym Kto sieje wiatr w reżyserii Stanleya Kramera, którego fabuła opierała się na słynnym małpim procesie z 1925, dotyczącym nauczania teorii ewolucji w szkołach. Kramer przyznawał, że Tracy był jedynym kandydatem do roli prawnika Henry’ego Drummonda. Na ekranie partnerował mu Fredric March jako Matthew Harrison Brady. Tygodnik „Variety” napisał: „przebłysk geniuszu castingowego… obaj mężczyźni są urzekający w najbardziej chwalebnym tego słowa znaczeniu”. Pomimo pochlebnych recenzji wyniki finansowe nie przełożyły się na sukces komercyjny. Tracy został po raz siódmy nominowany do nagrody Akademii Filmowej, czwarty do brytyjskiej BAFTA i trzeci do Złotego Globu w kategoriach dla najlepszego aktora zagranicznego i pierwszoplanowego.
W 1961 zagrał w katastroficznym obrazie Diabeł o czwartej (reż. Mervyn LeRoy), po raz czwarty w swej karierze wcielając się w rolę duchownego. Frank Sinatra oddał główną rolę na rzecz Tracy’ego, by ten zechciał tylko wystąpić w filmie. Chociaż aktor w pierwszej chwili odrzucił propozycję, to ostatecznie dał się przekonać do udziału w produkcji. Obraz, mimo słabszych recenzji, był najbardziej dochodowym filmem Tracy’ego od czasu Ojca panny młodej z 1950.

#### Wyrok w Norymberdze

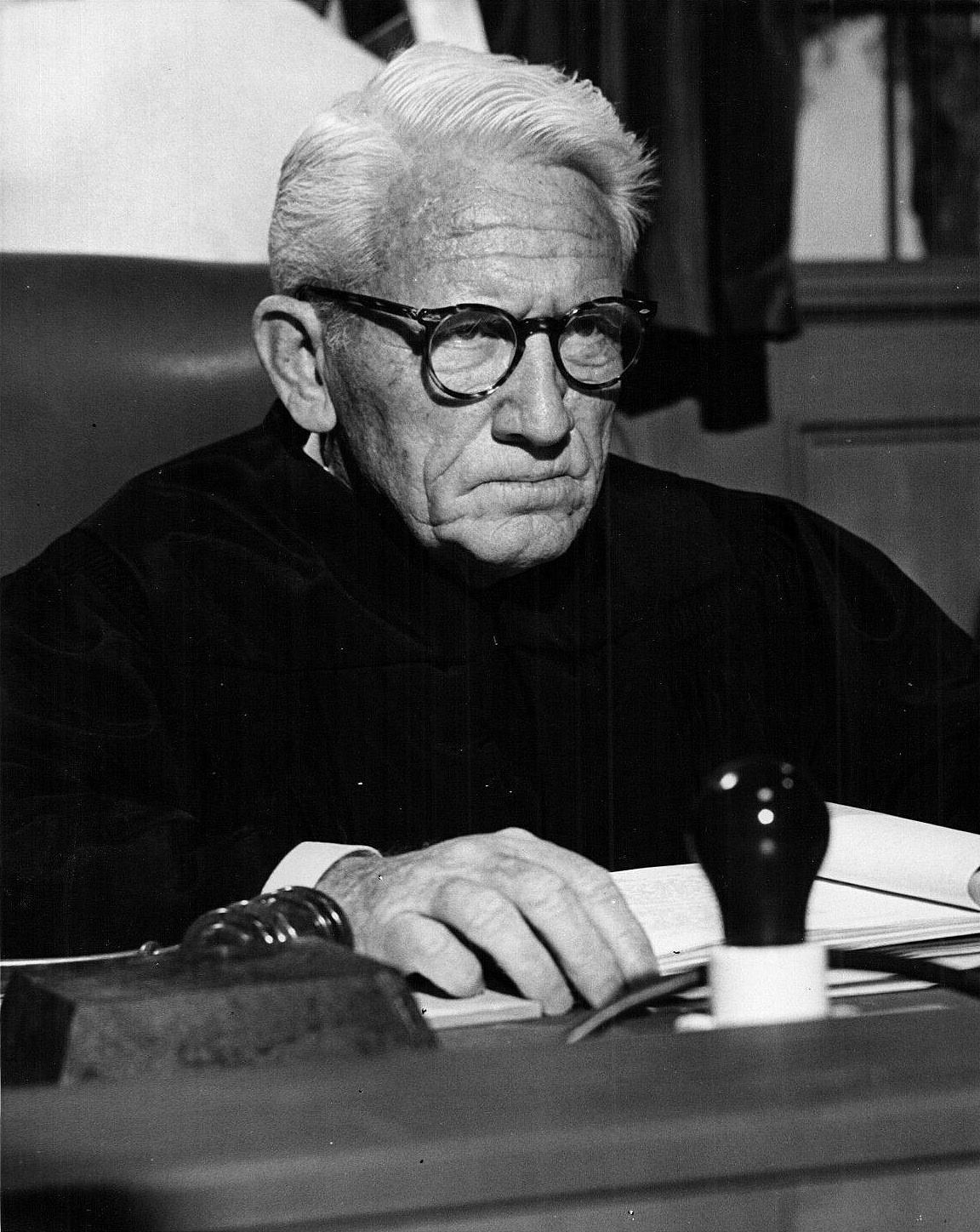
Spencer Tracy jako przewodniczący sądu Dan Haywood w scenie z filmu Wyrok w Norymberdze (1961)

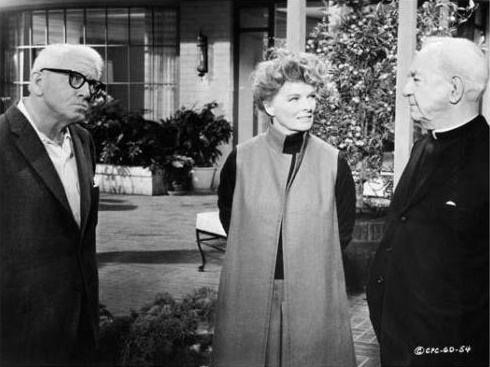
Tracy, Hepburn i Kellaway w filmie Zgadnij, kto przyjdzie na obiad (1967)

Kto sieje wiatr zapoczątkował współpracę Tracy’ego z Kramerem. Reżyser obsadził aktora w dramacie sądowym Wyrok w Norymberdze w roli przewodniczącego sądu Dana Haywooda. Fabuła filmu skupiała się na trzecim z dwunastu procesów norymberskich – procesie prawników. Był to jeden z pierwszych obrazów, który poruszał temat Holocaustu. W filmie wystąpili także Burt Lancaster, Marlene Dietrich, Maximilian Schell oraz Richard Widmark. Autor scenariusza Abby Mann napisał rolę sędziego Haywooda z myślą o Tracy’m, który z kolei podkreślał, że był to najlepszy scenariusz jaki kiedykolwiek przeczytał. Pod koniec filmu bohater grany przez Tracy’ego wygłasza ponad trzynastominutową mowę końcową. Aktor nagrał tę scenę za pierwszym podejściem, otrzymując od całej obsady gromkie brawa. Po obejrzeniu produkcji Mann napisał do aktora: „każdy scenarzysta powinien mieć doświadczenie ze Spencerem Tracy’m czytającym jego tekst. Na całym świecie nie ma niczego podobnego”. Tracy uzyskał ósmą nominację do nagrody Akademii Filmowej w kategorii dla najlepszego aktora pierwszoplanowego. Rola w Wyroku w Norymberdze uznawana jest za jedną z najważniejszych w dorobku Tracy’eo.
Ze względu na zły stan zdrowia aktor odrzucił główne role w filmach U kresu dnia (1962, reż. Sidney Lumet) i Lampart (1963, reż. Luchino Visconti). Z uwagi na prace przy Wyroku w Norymberdze zrezygnował także z udziału w westernie Jak zdobywano Dziki Zachód (1962, reż. George Marshall, Henry Hathaway, John Ford), do którego nagrał jedynie narrację. W 1963 Tracy wykreował postać kapitana T.G. Culpepera w komedii kryminalnej Ten szalony, szalony świat (reż. Stanley Kramer), spędzając na planie jedynie dziewięć dni. Kreowany przez niego bohater ścigał kilku oszustów. Film stał się najbardziej dochodowym amerykańskim projektem 1963 roku. Po pogorszeniu stanu zdrowia zmuszony był odmówić udziału w westernie Jesień Czejenów (1964, reż. John Ford) i dramacie Cincinnati Kid (1965, reż. Norman Jewison).

#### Zgadnij, kto przyjdzie na obiad
Fabuła komediodramatu Stanleya Kramera Zgadnij, kto przyjdzie na obiad, pióra scenarzysty Williama Rose’a, koncentrowała się na tematyce małżeństwa białej kobiety z czarnoskórym mężczyzną. Tracy po czteroletniej przerwie wcielił się w rolę mającego liberalne poglądy dziennikarza Matta Draytona, którego córka Christina (Katharine Houghton) oznajmia rodzicom (w roli matki wystąpiła Katharine Hepburn), że wychodzi za mąż za czarnoskórego lekarza (Sidney Poitier). Aktor z radością powrócił do gry na planie, jednak w rozmowie z jednym z dziennikarzy przyznał, że to będzie jego ostatni film. Z powodu złego stanu zdrowia firmy odmówiły ubezpieczenia Tracy’ego (kwota ubezpieczenia aktora wyniosła 71 tys. dolarów). Aby zdjęcia mogły się rozpocząć, Hepburn i Kramer wypłacili własne wynagrodzenia, pokrywając tym samym koszty ubezpieczenia aktora. Tracy pracował na planie jedynie od dwóch do trzech godzin dziennie. Ostatnią scenę nagrał 24 maja 1967. Scenariusz powstał z myślą o aktorze i zawierał między innymi poruszający monolog głównego bohatera przy stole, a także wiele scen, w których Tracy grał jedynie ciałem, za pomocą gestów i wyrazu twarzy, bez wypowiadania kwestii.
Premiera odbyła się 11 grudnia. Pomimo mieszanych recenzji, Zgadnij, kto przyjdzie na obiad, stał się najbardziej dochodowym filmem w karierze aktora, przynosząc ponad pięćdziesiąt milionów dolarów zysku. Brendan Gill na łamach „The New Yorkera” napisał, że „Tracy dał bezbłędny, i w tych okolicznościach, łamiący serca występ”. Rola ta przyniosła aktorowi dziewiątą nominację do nagrody Akademii Filmowej, czwartą do Złotego Globu i pośmiertnie główną statuetkę BAFTA w kategorii dla najlepszego aktora zagranicznego.

### Ostatnie lata, śmierć i pogrzeb

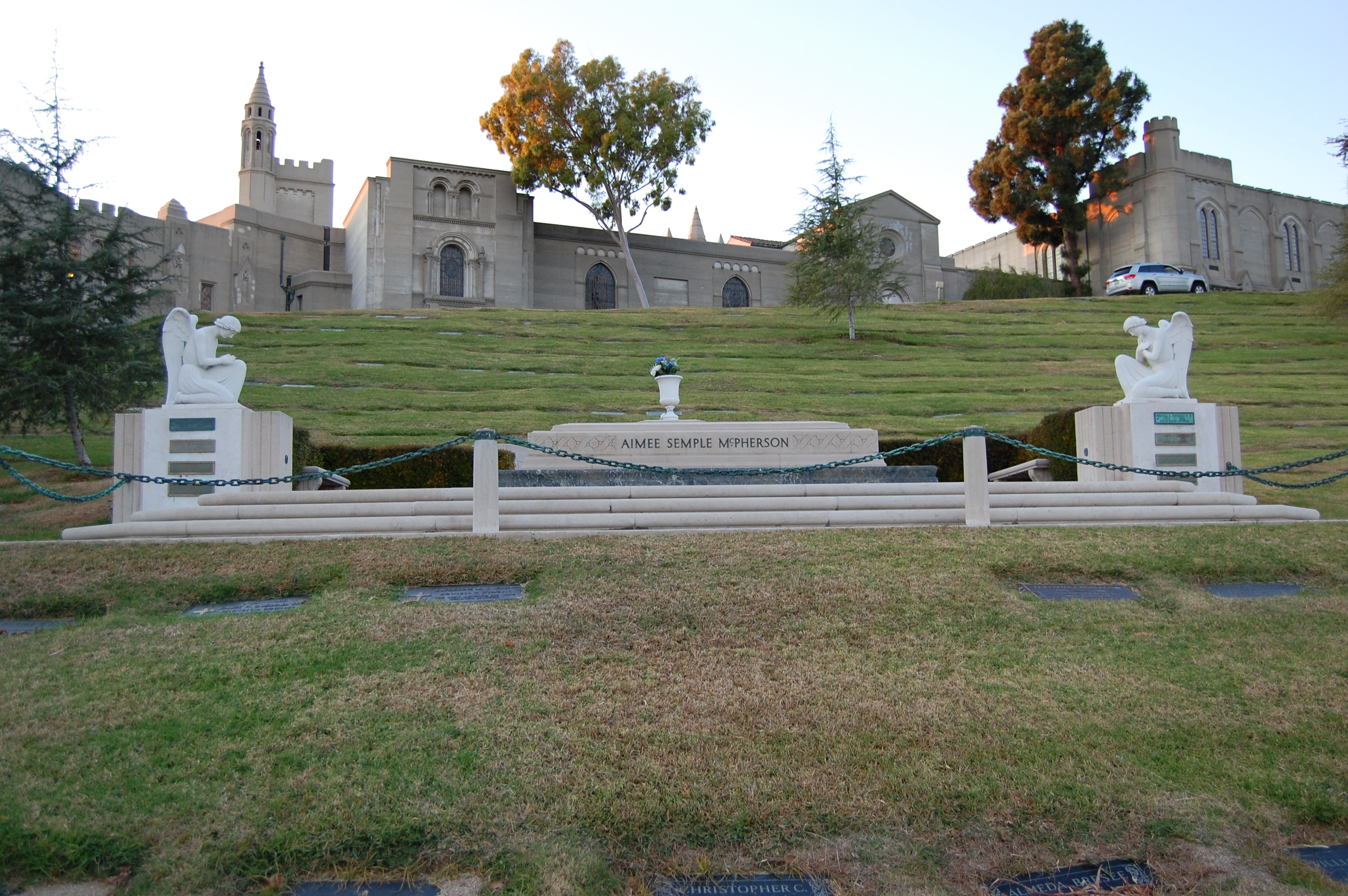
Forest Lawn Memorial Park, miejsce spoczynku Tracy’ego

W wieku 60 lat, ze względu na długoletnie uzależnienie od alkoholu, papierosów, przyjmowania leków i nadwagę, stan zdrowia Tracy’ego uległ znacznemu pogorszeniu. 21 lipca 1963 został hospitalizowany po tym, jak doznał ciężkiego ataku duszności. Lekarze zdiagnozowali u niego obrzęk płuc oraz podniesione ciśnienie krwi. Od tego momentu aktor pozostawał w słabszej formie fizycznej. Hepburn przeprowadziła się do niego, by zapewnić mu stałą opiekę. W styczniu 1965 zdiagnozowano u Tracy’ego nadciśnienie tętnicze. Rozpoczął leczenie po wykryciu u niego cukrzycy typu 2. We wrześniu 1965 był bliski śmierci, gdy po zabiegu prostatektomii jego nerki przestały pracować i spędził noc w śpiączce. Wyzdrowienie aktora lekarze określali ówcześnie jako „rodzaj cudu”.
Ostatnie dwa lata życia spędził w swoim domu wraz z Hepburn, poświęcając wolny czas na czytanie, malowanie i słuchanie muzyki. 10 czerwca 1967, siedemnaście dni po ukończeniu zdjęć do Zgadnij, kto przyjdzie na obiad, zmarł w wyniku ataku serca, którego doznał w swoim mieszkaniu w Beverly Hills. Miał 67 lat. Hepburn utrzymywała, że aktor doznał ataku w kuchni w jej obecności, po czym upadł na podłogę. Howard Strickling, publicysta MGM, w rozmowie z mediami twierdził, że w momencie śmierci Tracy był sam w mieszkaniu, a jego zwłoki znalazła gospodyni. Bill Davidson, autor książki Spencer Tracy: Tragic Idol (1987) jako przyczynę zgonu podawał atak serca, chociaż według pisarza nie przeprowadzono sekcji zwłok aktora. Z kolei Larry Swindell, autor biografii Spencer Tracy: A Biography (1969) uważał, że aktor zmarł w wyniku niewydolności serca.
Msza święta odbyła się 12 czerwca w kościele Niepokalanego Serca Maryi w East Hollywood. W uroczystościach pogrzebowych, prócz najbliższej rodziny, udział wzięli także m.in. Frank Sinatra, George Cukor, James Stewart, John Ford i Stanley Kramer. Katharine Hepburn, ze względu na rodzinę aktora, nie brała udziału w pogrzebie. Tracy został pochowany na cmentarzu Forest Lawn Memorial Park w Glendale w zespole miejskim Los Angeles–Long Beach. Zdaniem Jamesa Fishera cały majątek aktora odziedziczyła jego żona i dzieci, a Hepburn nie została uwzględniona przy podziale spadku.

## Życie prywatne

### Małżeństwo i dzieci

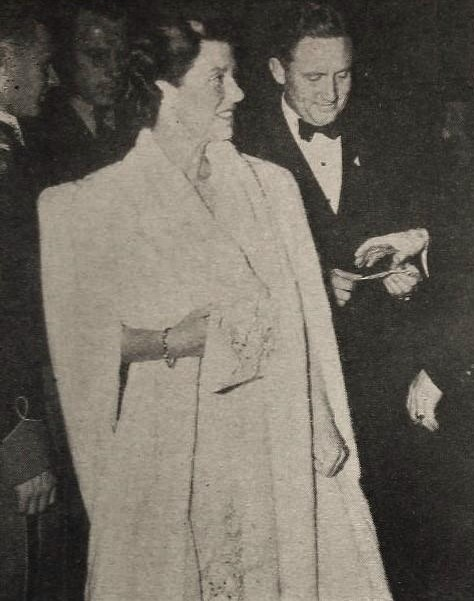
Louise Treadwell i Tracy (1939)

Swoją żonę Louise Treadwell poznał, gdy obydwoje byli członkami Wood Players w teatrze w Grand Rapids. Zaręczyli się 10 maja 1923, a pobrali 10 września pomiędzy popołudniowym a wieczornym występem. Ich syn, John Ten Broeck Tracy (zm. 2007), urodził się 26 czerwca 1924. Kiedy miał dziesięć miesięcy, Treadwell odkryła, że dziecko jest głuche. Przez pierwsze trzy miesiące ukrywała ten fakt przed Tracym. Gdy dowiedział się o tym, był zdruzgotany całą winę za chorobę syna brał na siebie, twierdząc, że to kara za „własne grzechy”. W rezultacie Tracy miał problemy z nawiązaniem kontaktu z synem i odsunął się od rodziny. We wrześniu 1942 żona aktora, która w 1927 zrezygnowała z kariery zawodowej, aby móc poświęcić czas choremu synowi, założyła w Los Angeles klinikę imienia Johna Tracy’ego. Aktor, poza byciem członkiem zarządu, zajmował się pozyskiwaniem funduszy na działalność placówki. W latach 1936–1942 para prowadziła również ranczo w Encino. Przyjaciel artysty, producent Joseph L. Mankiewicz przyznał, że „Tracy nie opuścił Louise. Opuścił scenę z poczucia winy”. 1 lipca 1932 parze urodziła się córka Louise „Susie” Treadwell. Dzieci były wychowywane w wierze episkopalnej matki. W 1933 Tracy opuścił rodzinny dom, utrzymując wraz z żoną, że wciąż są przyjaciółmi, choć rozważali możliwość separacji. Para nie zdecydowała się na rozwód. W 1935 doszło do pojednania, mimo że małżeństwo sprawiało aktorowi coraz więcej kłopotów. Tracy częściej mieszkał w hotelach, a w latach 40. para żyła osobno. Według źródeł Treadwell miała oznajmić: „Będę panią Tracy do dnia, w którym umrę”.

### Romanse
Od września 1933 do czerwca 1934 aktor miał romans z Lorettą Young, z którą współpracował przy filmie Jak w siódmym niebie (1933). W późniejszym czasie częstokrotnie wdawał się w różne romanse, m.in. z Joan Crawford w 1937 i Ingrid Bergman w 1941. Claire Trevor twierdziła, że „miał sporą linię podbojów. Kobiety go kochały”. Niektóre źródła podają, że aktor miewał kontakty seksualne z Judy Garland w 1936, gdy dziewczyna miała 14 lat. Będąc w przyjacielskich relacjach z Katharine Hepburn, Tracy wykazywał się niewiernością; w 1952, przy okazji pracy nad filmem Podróż ku Nowemu Światu, miał romans z Gene Tierney.

### Przyjaźń z Katharine Hepburn

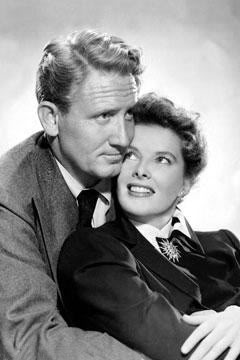
Przyjaźń Tracy’ego z Hepburn trwała od 1941 do śmierci aktora w 1967 (na zdj. para na fotosie promocyjnym z filmu Bez miłości; 1945)

W trakcie realizacji filmu Kobieta roku (1942) nawiązał bliską przyjaźń z Katharine Hepburn. Ich relacja trwała przez 26 lat, aż do śmierci aktora w 1967. Tracy nigdy nie wrócił do rodzinnego domu, lecz regularnie odwiedzał żonę i dzieci. MGM skrupulatnie chroniło kontrakty swoich aktorów przed wszelkimi kontrowersjami i skandalami. Tracy nie chciał, by jego znajomość z Hepburn przedostała się do opinii publicznej oraz aby dowiedziała się o niej Treadwell. Mimo to, w kręgach Hollywood o relacji aktorów było wiadomo. Para nie mieszkała razem aż do ostatnich lat życia Tracy’ego, kiedy to jego stan zdrowia pogorszył się na tyle, że Hepburn wprowadziła się do mieszkania aktora w Beverly Hills, by móc się nim opiekować. Angela Lansbury, która współpracowała z parą na planie filmu Stan Unii (1948), przyznawała: „Wszyscy wiedzieli, ale nikt nigdy nic nie mówił. W tamtych czasach nie dyskutowano”. W jednej z rozmów z Joan Fontaine aktor wyznał: „Mogę się rozwieść, kiedy tylko zechcę, lecz moja żona i Kate lubią takie rozwiązanie, jakie ma miejsce”. Przyjaciółka Tracy’ego, Betsy Drake uważała, że był on całkowicie zależny od Hepburn. Aktorka nigdy nie ingerowała w sprawy małżeńskie Tracy’ego i nie naciskała na ślub.
Hepburn i Tracy należeli do najbardziej rozpoznawalnych amerykańskich par kinowych. Ich wspólnie zrealizowane komedie – Kobieta roku, Bez miłości (1945), Żebro Adama (1949) oraz Pat i Mike (1952) – odniosły sukcesy i pozostają wzorami w klasycznym przedstawieniu „wojny płci”. Recepta na powodzenie filmów obojga aktorów opierała się m.in. na atrakcyjnej budowie charakterów postaci; kobiety grane przez Hepburn były inteligentne, nowoczesne, pewne siebie oraz wyemancypowane. Z drugiej strony bohaterowie portretowani przez Tracy’ego wpisywali się w rodzaj typowego Amerykanina – męskiego oraz wysportowanego, posiadającego silną wolę, cechującego się trzeźwym myśleniem oraz konserwatywnymi poglądami. Publiczność była również przechylna romantyczno-optymistycznemu przesłaniu wspólnych filmów obojga aktorów, które wielokrotnie pokazywały, jak dwoje zasadniczo różnych ludzi może darzyć się głębokim i szczerym uczuciem, mimo wielu przeciwieństw.

### Osobowość, zainteresowania

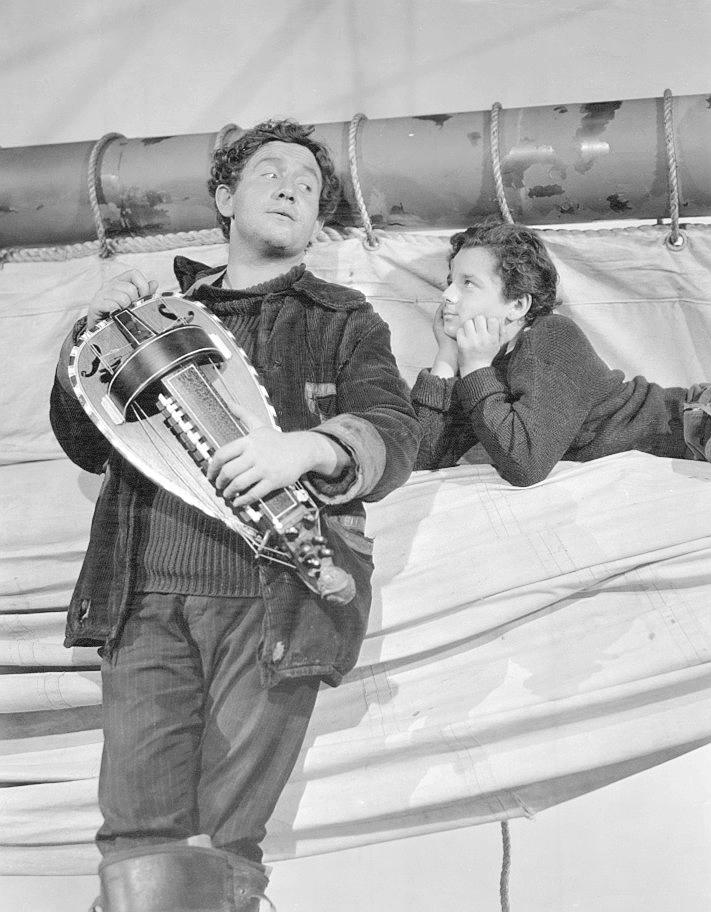
Tracy i Freddie Bartholomew na planie filmu Bohaterowie morza (1937)

Był katolikiem, lecz jego kuzynka, Jane Feely przyznawała, że nie był on osobą pobożną. „Był niepraktykującym katolikiem. Nazwałabym go duchowym katolikiem”. Garson Kanin, z którym aktor przyjaźnił się przez 25 lat, określał Tracy’ego „prawdziwie wierzącym”. W opinii Kanina aktor szanował swoją religię. Według biografów Tracy przez całe życie regularnie uczęszczał na msze święte. W młodości był ministrantem. Ze starszym o cztery lata bratem Carrolem łączyła go bliska przyjaźń do momentu śmierci w 1967.
Przez większą część dorosłego życia zmagał się z uzależnieniem od alkoholu, niejednokrotnie upijając się do stanu utraty przytomności. W ocenie Ralpha Bellamy’ego cierpiał on na chorobę alkoholową najpóźniej od 1925. Podczas gdy na planie zachowywał się profesjonalnie i był trzeźwy, to poza nim, niejednokrotnie przez kilka dni upijał się w pokoju hotelowym. Dział reklamowy MGM zwykle chronił problemy Tracy’ego przed prasą. Pod koniec lat 40., kiedy u aktora zaczęły pojawiać się pierwsze problemy zdrowotne, spowodowane nadużywaniem alkoholu, Tracy nie zrezygnował z picia, ale sytuacja uległa znacznej poprawie. James Curtis twierdził, że w przeszłości z nałogiem zmagali się członkowie rodziny ze strony ojca aktora. Loretta Young uważała, że Tracy bywał „okropny”, gdy był pijany. Znajdującego się pod wpływem alkoholu aktora dwukrotnie aresztowano za niedopuszczalne zachowanie. Często rozpoczynał długotrwałe okresy trzeźwości, po czym ponownie wpadał w uzależnienie. Biografowie określali to terminem „wszystko albo nic”.
Miewał skłonności depresyjne i stany lękowe. Treadwell opisała jego naturę jako „najbardziej niestabilne usposobienie, jakie kiedykolwiek widziałam – przez minutę potrafił znajdować się w chmurach, po czym spadał w dół, w głębię”. Przez całe życie Tracy zmagał się z uporczywą bezsennością. Doprowadziło to do uzależnienia od leków; nasennych barbituranów, które pomagały mu spać w nocy, ale powodowały senność następnego dnia, a także od pobudzającej dekstroamfetaminy, pozwalającej mu na lepsze funkcjonowanie w dzień. Hepburn, która przyjęła rolę opiekunki aktora, w biografii Me: Stories of My Life (1991) napisała, że był on „nieustannie torturowany poczuciem winy i okropnym nieszczęściem”.
Dzięki znajomości z aktorem Willem Rogersem, Tracy, począwszy od 1932, zaczął regularnie grać w polo. W tym celu nabył własne konie. Do jego hobby należało również żeglowanie, kolekcjonowanie dzieł sztuki oraz malowanie, którym zajął się w latach 50.

### Poglądy polityczne
Nie był zwolennikiem upubliczniania poglądów politycznych przez środowisko aktorskie, lecz w 1940 wyraził swoje uznanie dla komisji Hollywood for Roosevelt. Uważał się za demokratę. 20 lipca 1944 uczestniczył obok Edith Luckett Davis w Konwencji Krajowej Partii Demokratycznej w Chicago. Przyjaciel aktora, Lincoln Cromwell, opisał go jako „oddanego demokratę”. Córka Tracy’ego, Louise „Susie” Treadwell, przyznała, że „ojciec był demokratą w otoczeniu republikanów [reszta rodziny]”.

## Filmografia
W trwającej 46 lat karierze Tracy występował w filmach, radiu oraz na scenie. Pojawił się w 75 produkcjach fabularnych i 19 audycjach radiowych.
W latach 1938–1942, 1944−1945, 1948 i 1950−1951 Tracy notowany był w pierwszej dziesiątce najbardziej dochodowych aktorów. Piętnaście filmów z jego udziałem było zestawianych w pierwszej dziesiątce podsumowań roku w amerykańskim box offisie, z czego San Francisco (1936) i Miasto chłopców (1938) osiągały najwyższą pozycję. Trzydzieści filmów, w których Tracy wziął udział, było nominowanych przynajmniej do jednego Oscara, a dwanaście z nich zdobyło co najmniej jedną statuetkę. Trzydzieści jeden produkcji z udziałem aktora, po uwzględnieniu inflacji, przekroczyło sumę stu milionów dolarów dochodu z biletów na rynku krajowym.
Siedem z jego filmów: Jestem niewinny (1936), Kobieta roku (1942), Żebro Adama (1949), Czarny dzień w Black Rock (1955), Wyrok w Norymberdze (1961), Jak zdobywano Dziki Zachód (1962) oraz Zgadnij, kto przyjdzie na obiad (1967) wpisano do National Film Registry.

## Styl gry i renoma
Spencer Tracy szczególnie szanowany był za swój naturalizm prezentowany na ekranie. Współpracujący z nim na planie filmu Siódmy krzyż (1944) Hume Cronyn wspominał: „Jego metoda była tak prosta, a jednocześnie tak trudna do osiągnięcia. Wyglądało jakby nie robił nic, jedynie słuchał, czuł, wypowiadał słowa bez jakiegokolwiek wysiłku”. James Cagney i Joan Crawford również wyrażali swoje uznanie dla jego luźnego stylu gry. „Gra u boku Tracy’ego była inspirująca. Jego prostota wykonania jest taka naturalna, z humorem. Przechodzi przez scenę… sprawia, że wydaje się to takie proste” – argumentowała Crawford. Z kolei Joan Bennett wspominała: „Nigdy nie odnosiłam wrażenia, że on «gra» w scenie, ale prawda danej chwili faktycznie się zdarzała, spontanicznie, gdy wypowiadał swoje kwestie”. Tracy w szczególności ceniony był za umiejętność słuchania i reagowania. Aktor Barry Nelson powiedział, że „wprowadził on sztukę reagowania na nowy poziom”. Reżyser i producent Stanley Kramer podkreślał, że „Tracy myślał i słuchał lepiej niż ktokolwiek inny w historii sztuki filmowej”. Scenarzysta Czarnego dnia w Black Rock (1955) Millard Kaufman zwracał uwagę na umiejętność słuchania przez Tracy’ego. Biografowie podkreślają, że aktor nadawał kreowanym przez siebie bohaterom filmowym złożoność, wyposażając ich w indywidualne maniery, które zmieniały się tak regularnie, że w przeciwieństwie do Gable’a lub Bogarta, stylu Tracy’ego nie można naśladować. Autorzy zaznaczali, że mimo krótkiej edukacji aktorskiej, Tracy nabierał doświadczenia występując na scenie, przez co nie miał żadnej wypracowanej techniki aktorskiej – w przeciwieństwie do Katharine Hepburn czy Marlona Brando. Przygotowując się do roli, Tracy dokładnie uczył się tekstu, lecz nigdy nie planował ruchów rąk, gestów i tym podobnych. Przed kamerą zachowywał się intuicyjnie, uważnie słuchając. Posiadał zdolność spontanicznego reagowania w nieomylnie wiarygodny sposób. Wśród reżyserów wyrażających swoje uznanie dla metod pracy aktora byli między innymi Orson Welles i Stanley Kramer.

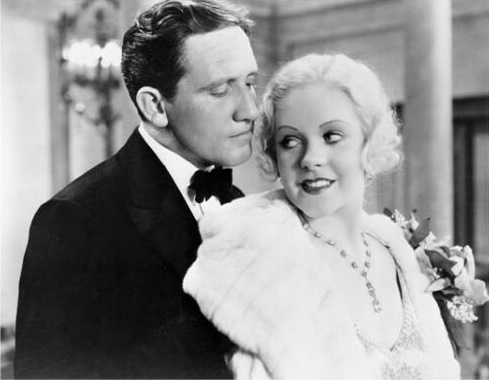
Spencer Tracy i Alice Faye w scenie z filmu Now I’ll Tell (1934)

Mimo że jego gra aktorska postrzegana była jako „bez większego wysiłku”, znajomi Tracy’ego podkreślali, że starannie przygotowywał się on do każdej z ról. Joseph L. Mankiewicz, który mieszkał z nim w trakcie realizacji Brawury (1938) wspominał, że każdego wieczora aktor „ciężko pracował” w swoim pokoju. Wielu jego współpracowników zwracało uwagę na silną etykę pracy i profesjonalizm. Z racji tego, że Tracy zawsze znał swój tekst oraz był skupiony i zdyscyplinowany na planie, większość scen nagrywał za pierwszym razem. W przeciwieństwie do wielu innych aktorów, nigdy nie ingerował w pracę reżysera. Garson Kanin opisał go jako „instynktownego gracza, który ufał momentowi tworzenia”. Chester Erskine, odnosząc się do jego stylu aktorskiego, przyznał: „Starał się dać tyle, tak mało, na ile to było potrzebne. Potrzebował minimum aby osiągnąć maksimum”.
Podobnie jak James Stewart, Tracy – nawet w roli duchownego czy też prawnika – ucieleśniał „prostego człowieka” i niepozornie przeciętny typ, z którym publiczność mogła się łatwo identyfikować. Do typowych cech, które aktor portretował na dużym ekranie zalicza się bezpretensjonalną postawę i powściągliwość w połączeniu z wysokim poziomem siły, szczerości, moralnej integralności, jasności i dojrzałości osobistej. Bette Davis wspominała, że Tracy mógł być sarkastyczny, jednak jego zakres ekranowych możliwości obejmował różne postawy – od surowego, realistycznego typu (Północno-zachodnie przejście; 1940), przez naiwnych oraz sympatycznych „dużych chłopców” (Władza i chwała; 1933), aż po ciepłe i mądre postacie o wielkiej humanitarnej głębi (Wyrok w Norymberdze; 1961).
Spencer Tracy nie lubił, gdy pytano go o technikę gry oraz rady jakie udzielałby innym początkującym aktorom. Często wypowiadał się w sposób lekceważący na temat swojego zawodu. Jedną z takich sytuacji przytoczył Garson Kanin, któremu Tracy powiedział: „Dlaczego aktorzy uważają, że są tak cholernie ważni? Nie, nie są. Aktorstwo nie jest najważniejszym zawodem na świecie. A hydraulika jest!”. W rozmowie z jednym z dziennikarzy przyznał, że na ekranie nie stosuje żadnych sztuczek. „Po prostu projektuję siebie – starając się być szczerym”.
Aktorem, którego Tracy podziwiał był Lionel Barrymore. Doceniał także talent Fredrica Marcha, Paula Muniego, Waltera Hustona, Willa Rogersa oraz Ingrid Bergman, Laurence’a Oliviera, Lee J. Cobba, Marlona Brando i Roda Steigera.

## Spuścizna

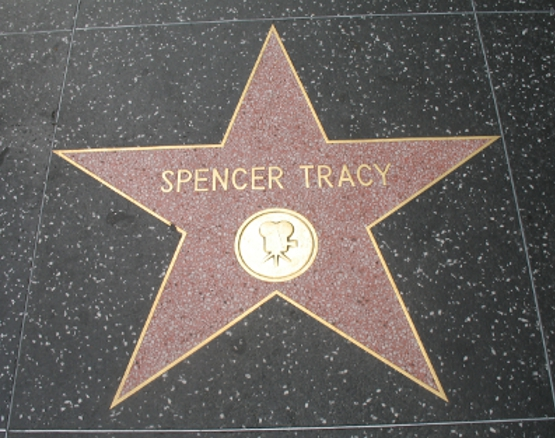
Gwiazda Spencera Tracy’ego na Hollywoodzkiej Alei Gwiazd (2011)

Spencer Tracy uznawany jest za jednego z najwybitniejszych aktorów okresu „Złotej Ery Hollywood” oraz w historii amerykańskiego kina. Przez lata cieszył się uznaniem w branży filmowej. Ówczesny szef wytwórni MGM, Dore Schary powiedział: „Nie ma wątpliwości, że jest najlepszym i najbardziej zmiennym aktorem naszego ekranu”. Clark Gable, Garson Kanin, Humphrey Bogart, James Cagney, John Ford oraz Katharine Hepburn, określali Tracy’ego mianem „największego aktora swojego pokolenia”. Richard Widmark przyznawał, że „jest najwybitniejszym aktorem filmowym, jaki kiedykolwiek był… Nauczyłem się więcej patrząc na Tracy’ego niż w jakikolwiek inny sposób”. Agencja prasowa Associated Press określiła Tracy’ego w 1950 mianem najlepszego współczesnego aktora filmowego. Montgomery Clift i Steve McQueen wzorowali się na jego stylu gry. Bud Spencer, który początkowo występował pod swoim prawdziwym nazwiskiem Carlo Pedersoli, przyjął imię sceniczne w latach 60. na cześć Tracy’ego. Postać aktora cieszyła się rozpoznawalnością również poza Stanami Zjednoczonymi, na przykład w Związku Radzieckim.

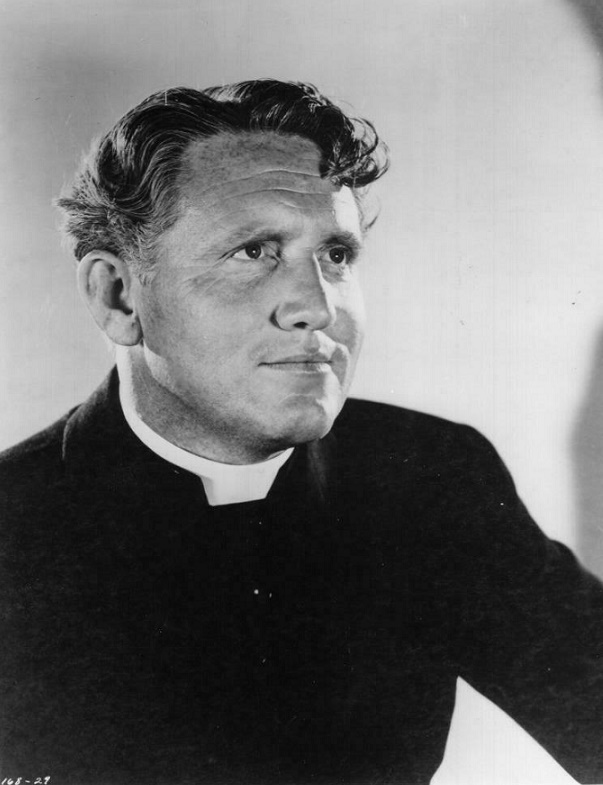
Tracy jako Edward J. Flanagan w filmie Miasto chłopców (1938). Postać ta znalazła się na liście „największych bohaterów w historii kina” (2003)

Wizerunek aktora związany był w drugiej połowie lat. 30. z kampaniami reklamowymi i produktami między innymi DeSoto (1939) i Lucky Strike (1938). 10 czerwca 1940 Tracy otrzymał tytuł doktora honoris causa wydziału aktorskiego od władz uczelni w Ripon. Był postacią występującą lub wspominaną w kreskówkach Warner Bros. (Hollywood Steps Out, 1941, reż. Tex Avery). W 1950 Women’s Research Guild of America uznało go za mężczyznę, który ma największy emocjonalny wpływ na amerykańskie kobiety. Także w 1950 odebrał katolicką nagrodę gildii scenicznej Irlandii. 8 lutego 1960, za wkład w przemysł filmowy, Tracy otrzymał gwiazdę na Hollywoodzkiej Alei Gwiazd, która mieści się przy 6814 Hollywood Boulevard.
8 marca 1986 stacja telewizyjna PBS wyemitowała na swojej antenie dokument The Spencer Tracy Legacy (reż. David Heeley), którego gospodarzem była Katharine Hepburn. Zawarto w nim między innymi fragmenty filmów z udziałem aktora, relacje zza kulis, domowe nagrania z życia prywatnego, a także wywiady z wieloma jego współpracownikami z planu oraz rozmowę z córką Louise „Susie” Treadwell. Władze American Academy of Dramatic Arts przeprowadziły w tym samym roku w nowojorskim Majestic Theatre program na żywo A Tribute to Spencer Tracy, poświęcony pamięci aktora, któremu pośmiertnie przyznano nagrodę za całokształt twórczości. AADA ufundowała także program stypendialny Spencer Tracy Endowment Fund. Również w 1988 Louise „Susie” Treadwell i władze Uniwersytetu Kalifornijskiego w Los Angeles ustanowiły nagrodę UCLA Spencer Tracy Award, która przyznawana jest rokrocznie za „doskonałość w działaniu filmowym”. W przeszłości, jej laureatami byli między innymi: Anthony Hopkins, Denzel Washington, James Stewart, Kirk Douglas, Michael Douglas, Morgan Freeman i Tom Hanks.
W 1996 nazwisko aktora zostało zamieszczone na 15. miejscu w rankingu „100 największych gwiazd filmowych wszech czasów”, przygotowanym przez tygodnik „Entertainment Weekly”. W czerwcu 1999 American Film Institute umieścił Tracy’ego na 9. lokacie rankingu „największych aktorów wszech czasów”. Trzy produkcje z jego udziałem, AFI zamieścił w 2003 na przygotowanej przez siebie liście „100 najbardziej inspirujących filmów wszech czasów” – Zgadnij, kto przyjdzie na obiad (1967) na 35. miejscu, Miasto chłopców (1938) na 81. oraz Bohaterowie morza (1937) na 94. Również w 2003 AFI sklasyfikował Edwarda J. Flanagana, postać wykreowaną przez Tracy’ego w filmie Miasto chłopców na 42. miejscu listy „największych bohaterów w historii kina”. W 2004 Martin Scorsese zrealizował film biograficzny Aviator, w którym rolę Spencera Tracy’ego zagrał Kevin O’Rourke.
Larry Swindell napisał, że jako ucieleśnienie prototypowego pragmatycznego Amerykanina, Spencer Tracy był ikoną narodową i przedstawicielem swoich czasów, a ówczesne pokolenie silnie identyfikowało się z odtwarzanymi przez niego bohaterami. Autor podkreślił, że w latach 60. w Stanach Zjednoczonych dorastało pokolenie, które w dalszym ciągu szanowało ludzi urodzonych w 1900, lecz coraz częściej sądzono, iż są oni staromodni. Wiele filmów, w których Tracy stworzył ciekawe, ponadczasowe role – jako przykład biograf przywołuje obraz Władza i chwała (1933) – nie zostało wyemitowanych w telewizji, przez co pozostały one nieznane dla młodszej publiczności. Krytyk Leonard Maltin zaznaczył, że Tracy był „jednym z najlepszych aktorów XX wieku”. Historyk Jeanine Basinger opisała karierę aktora jako „złoty czas osiągnięć filmowych”. Charles Matthews napisał na łamach „The Washington Post”: „Tracy zasługuje na pamięć jako mistrz techniki aktorskiej”. Był on również inspiracją dla postaci Carla do animacji Odlot (2009, reż. Pete Docter).

## Nagrody i nominacje

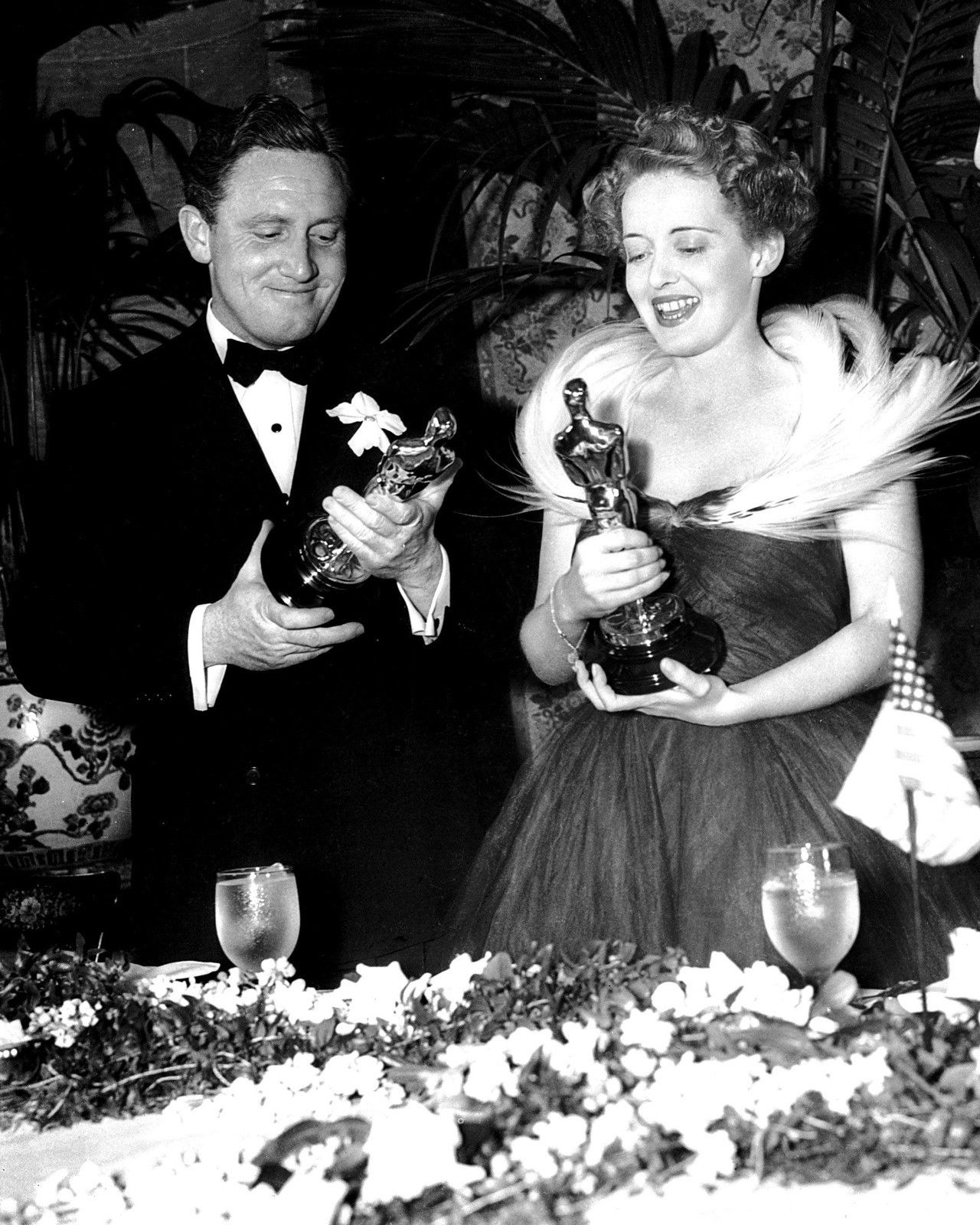
Tracy i Bette Davis podczas 11. ceremonii wręczenia Oscarów w 1939. Tracy otrzymał drugą statuetkę za rolę w filmie Miasto chłopców (1938)

W trakcie 46-letniej kariery Spencer Tracy był laureatem najbardziej prestiżowych nagród w przemyśle filmowym. Amerykańska Akademia Sztuki i Wiedzy Filmowej dziewięciokrotnie wyróżniała go nominacją do Oscara, z czego dwukrotnie był laureatem – za kreacje Manuela Fidello w Bohaterach morza (1937) i księdza Edwarda J. Flanagana w Mieście chłopców (1938). Tracy, spośród czterech nominacji, był zdobywcą Złotego Globu za rolę Clintona Jonesa w dramacie Aktorka (1953), brytyjskiej BAFTA za udział w filmie Zgadnij, kto przyjdzie na obiad (1967) oraz dwukrotnym laureatem włoskiej nagrody David di Donatello w kategorii dla najlepszego aktora zagranicznego za kreacje w filmach Wyrok w Norymberdze (1961) i Zgadnij, kto przyjdzie na obiad.
| Rok  | Nagroda                   | Kategoria                             | Nominacja za                    | Wynik     | Źródło  |
| ---- | ------------------------- | ------------------------------------- | ------------------------------- | --------- | ------- |
| 1937 | Nagroda Akademii Filmowej | Najlepszy aktor pierwszoplanowy       | San Francisco                   | Nominacja | [ 382 ] |
| 1938 | Nagroda Akademii Filmowej | Najlepszy aktor pierwszoplanowy       | Bohaterowie morza               | Wygrana   | [ 382 ] |
| 1939 | Nagroda Akademii Filmowej | Najlepszy aktor pierwszoplanowy       | Miasto chłopców                 | Wygrana   | [ 382 ] |
| 1951 | Nagroda Akademii Filmowej | Najlepszy aktor pierwszoplanowy       | Ojciec panny młodej             | Nominacja | [ 382 ] |
| 1954 | Złoty Glob                | Najlepszy aktor w filmie dramatycznym | Aktorka                         | Wygrana   | [ 382 ] |
| 1954 | BAFTA                     | Najlepszy aktor zagraniczny           | Aktorka                         | Nominacja | [ 382 ] |
| 1955 | Festiwal Filmowy w Cannes | Najlepszy aktor                       | Czarny dzień w Black Rock       | Wygrana   | [ 382 ] |
| 1956 | Nagroda Akademii Filmowej | Najlepszy aktor pierwszoplanowy       | Czarny dzień w Black Rock       | Nominacja | [ 382 ] |
| 1957 | BAFTA                     | Najlepszy aktor zagraniczny           | Śniegi w żałobie                | Nominacja | [ 382 ] |
| 1959 | Nagroda Akademii Filmowej | Najlepszy aktor pierwszoplanowy       | Stary człowiek i morze          | Nominacja | [ 382 ] |
| 1959 | Złoty Glob                | Najlepszy aktor w filmie dramatycznym | Stary człowiek i morze          | Nominacja | [ 382 ] |
| 1959 | BAFTA                     | Najlepszy aktor zagraniczny           | The Last Hurrah                 | Nominacja | [ 382 ] |
| 1961 | Nagroda Akademii Filmowej | Najlepszy aktor pierwszoplanowy       | Kto sieje wiatr                 | Nominacja | [ 382 ] |
| 1961 | Złoty Glob                | Najlepszy aktor w filmie dramatycznym | Kto sieje wiatr                 | Nominacja | [ 382 ] |
| 1961 | BAFTA                     | Najlepszy aktor zagraniczny           | Kto sieje wiatr                 | Nominacja | [ 382 ] |
| 1962 | Nagroda Akademii Filmowej | Najlepszy aktor pierwszoplanowy       | Wyrok w Norymberdze             | Nominacja | [ 382 ] |
| 1962 | David di Donatello        | Najlepszy aktor zagraniczny           | Wyrok w Norymberdze             | Wygrana   | [ 382 ] |
| 1968 | Nagroda Akademii Filmowej | Najlepszy aktor pierwszoplanowy       | Zgadnij, kto przyjdzie na obiad | Nominacja | [ 382 ] |
| 1968 | Złoty Glob                | Najlepszy aktor w filmie dramatycznym | Zgadnij, kto przyjdzie na obiad | Nominacja | [ 382 ] |
| 1968 | David di Donatello        | Najlepszy aktor zagraniczny           | Zgadnij, kto przyjdzie na obiad | Wygrana   | [ 382 ] |
| 1969 | BAFTA                     | Najlepszy aktor zagraniczny           | Zgadnij, kto przyjdzie na obiad | Wygrana   | [ 382 ] |